# Lecce
Lecce (AFI: /ˈleʧʧe/ ; Lécce in dialetto salentino; Λουππίου, Luppìu in grico) è un comune italiano di 94 366 abitanti, capoluogo dell'omonima provincia in Puglia.
Situata in posizione pressoché centrale della penisola salentina, tra la costa adriatica e quella ionica, è il capoluogo di provincia più orientale d'Italia.
Le antiche origini messapiche e i resti archeologici della dominazione romana la inseriscono tra le città d'arte d'Italia, tanto da essere denominata la "Signora del Barocco". La città, si distingue per la ricchezza e l'esuberanza del barocco tipicamente seicentesco delle chiese e dei palazzi del centro, costruiti nella locale pietra leccese, calcare molto adatto alla lavorazione con lo scalpello. Lo sviluppo architettonico e l'arricchimento decorativo delle facciate fu particolarmente curato durante il Regno di Napoli e caratterizza la città in modo talmente originale da dar luogo alla definizione di barocco leccese.
È sede dell'Università del Salento, già Università di Lecce, ed è stata capitale italiana della cultura nel 2015.

## Geografia fisica

### Territorio

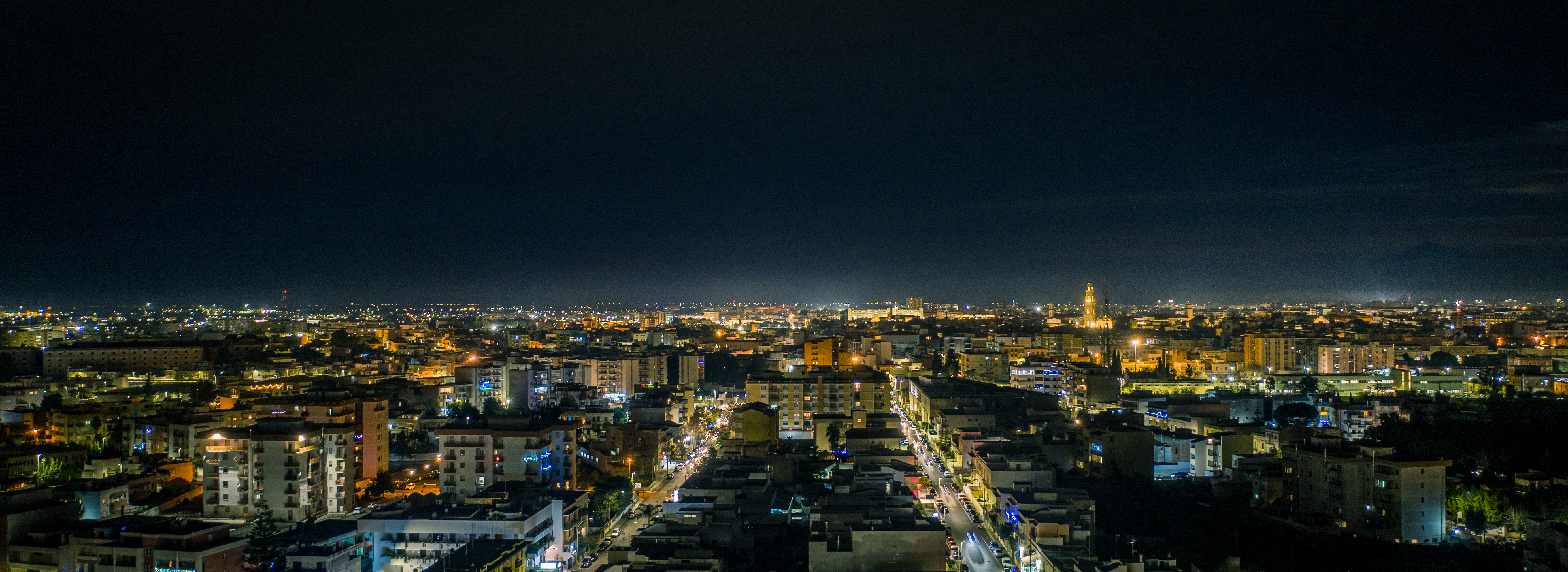
Panorama notturno della città

Nella geografia locale Lecce occupa la parte centro-settentrionale della pianura salentina, nel cosiddetto tavoliere di Lecce, un vasto e uniforme bassopiano del Salento compreso tra i rialti terrazzati delle Murge, a nord, e le serre salentine, a sud. L'area è caratterizzata da un particolare terreno calcareo-marnoso del Miocene, che nell'Italia meridionale s'incontra quasi esclusivamente nella Terra d'Otranto e che viene comunemente conosciuto col nome di "pietra leccese", facilmente scavabile e tagliabile. La morfologia del territorio è complessivamente pianeggiante.

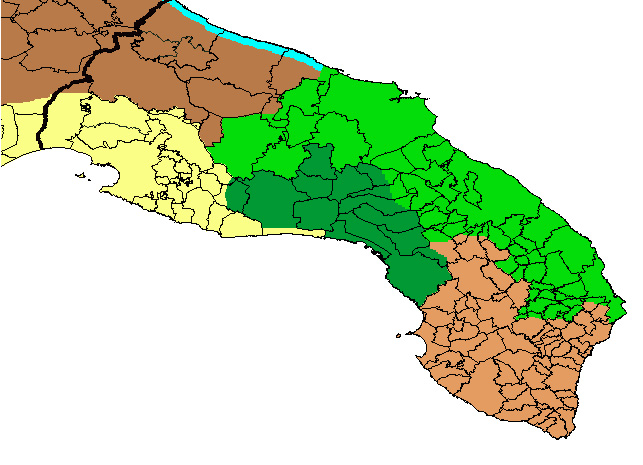
La pianura salentina per zone pedologiche.

Caratteristiche del territorio sono i poderosi strati di terra rossa e l'assenza di corsi d'acqua di superficie. Il terreno carsico, tuttavia, presenta innumerevoli inghiottitoi (chiamate vore o capoventi), punti di raccolta delle acque piovane, che vengono convogliate nel sottosuolo alimentando la falda freatica. Solcano poi la superficie numerosi canali, scavati per favorire il deflusso delle acque piovane negli inghiottitoi ed evitare la formazione di acquitrini. Il territorio del comune di Lecce è percorso dall'Idume, un fiume sotterraneo che sfocia nel mare Adriatico nei pressi della marina di Torre Chianca, formando il bacino dell'Idume.
Il territorio comunale si estende per 241,00 km² e si affaccia sul mare Adriatico per più di 20 km. Comprende le marine di San Cataldo, divisa amministrativamente tra Vernole e Lecce, Frigole, Torre Chianca, Spiaggiabella e Torre Rinalda e la frazione di Villa Convento, amministrata in parte dal comune di Novoli, e il sobborgo di San Ligorio. La località di Casalabate è passata il 15 maggio 2012 sotto la giurisdizione dei comuni di Squinzano e Trepuzzi per effetto dell'esito del referendum consultivo del 12 e 13 giugno 2011. È racchiuso nel territorio comunale di Lecce l'enclave del comune di Surbo. Il territorio di Lecce confina a nord e a est con il mare Adriatico, a sud con i comuni di Lequile, San Cesario di Lecce, Cavallino, Lizzanello e Vernole, a ovest con Squinzano, Trepuzzi, Novoli, Arnesano e Monteroni di Lecce.

### Clima
La stazione meteorologica di riferimento è quella di Stazione meteorologica di Lecce Galatina situata 15 km a sud.
In base alle medie climatiche del periodo 1971-2000, la temperatura media del mese più freddo, gennaio, è di +9 °C, mentre quella del mese più caldo, agosto, è di +26 °C.
Le precipitazioni medie annue si attestano a 484 mm, mediamente distribuite in 69 giorni di pioggia, con minimo in estate, picco massimo in autunno e massimo secondario in inverno.

Di seguito è riportata la tabella con le medie climatiche registrati nel trentennio 1971-2000 e pubblicati nell'Atlante Climatico d'Italia del Servizio Meteorologico dell'Aeronautica Militare relativo al medesimo trentennio, mentre i valori assoluti si riferiscono a tutta la serie storica della stazione.
| Lecce Osservatorio Meteorologico (1991-2011) | Mesi | Mesi | Mesi | Mesi | Mesi | Mesi | Mesi | Mesi | Mesi | Mesi | Mesi | Mesi | Stagioni | Stagioni | Stagioni | Stagioni | Anno  |
| Lecce Osservatorio Meteorologico (1991-2011) | Gen  | Feb  | Mar  | Apr  | Mag  | Giu  | Lug  | Ago  | Set  | Ott  | Nov  | Dic  | Inv      | Pri      | Est      | Aut      | Anno  |
| -------------------------------------------- | ---- | ---- | ---- | ---- | ---- | ---- | ---- | ---- | ---- | ---- | ---- | ---- | -------- | -------- | -------- | -------- | ----- |
| T. max. media (°C)                           | 15,2 | 16,5 | 18,5 | 23,0 | 26,8 | 31,3 | 33,9 | 34,6 | 30,9 | 27,1 | 20,1 | 16,2 | 16,0     | 22,8     | 33,3     | 26,0     | 24,5  |
| T. min. media (°C)                           | 8,1  | 9,3  | 12,3 | 15,5 | 17,2 | 21,2 | 23,7 | 24,8 | 22,1 | 19,3 | 14,7 | 10,0 | 9,1      | 15,0     | 23,2     | 18,7     | 16,5  |
| Precipitazioni (mm)                          | 52,3 | 67,8 | 44,0 | 29,8 | 19,3 | 15,1 | 3,2  | 9,2  | 22,6 | 60,3 | 94,1 | 66,1 | 186,2    | 93,1     | 27,5     | 177,0    | 483,8 |

## Origini del nome
Gli antichi geografi greci, Strabone, Tolomeo, conoscono il toponimo (greco) Λουππίαι Luppíai o Λουπία Lupía, i latini dànno Lupiae e nel medioevo Lipiae, da cui deriva poi Licce e Lecce, con esito fonetico regolare per la regione; l'etimo di Lupia è comunque difficile da trovarsi e non vi è consenso tra gli studiosi; è stata comunque fatta l'ipotesi di una connessione col nome del lupo.

## Storia

### Età antica
La storia di Lecce inizia in un'epoca antecedente a quella di Roma in quanto pone le sue radici già nell'età messapica. Il primo insediamento fu fondato dalle popolazioni provenienti dall'Illiria durante le migrazioni del III millennio a.C. e conosce il periodo di maggiore maturità nel VII e IV secolo a.C. Una leggenda vuole però che la città sia nata intorno al 1200 a.C., per opera di Malennio, subito dopo la distruzione di Troia, e che lui sarebbe stato il primo a dominare in quest'area e a introdurre la cultura greca nella città, allora chiamata Sybar.
Nel III secolo a.C. Roma conquistò tutto il Salento, quindi anche Sybar, che aveva mutato il nome in Lupiae, e la vicina Rudiae, città dove era nato il poeta Quinto Ennio che, negli Annales, cantò sei secoli di storia di Roma, a partire dall'arrivo di Enea sulle coste laziali. Tra la fine dell'età repubblicana e gli inizi dell'età imperiale, Lupiae si presenta cinta da mura, costruite su quelle messapiche, dotata di un foro, un teatro, un anfiteatro e uno sbocco sul mare: Porto Adriano, l'attuale marina di San Cataldo.
All'età neroniana si vuole risalga l'evangelizzazione di Lupiae per opera del patrizio Publio Oronzio che, convertito al Cristianesimo da Giusto, discepolo di san Paolo, sarebbe stato il primo vescovo e il primo martire della città.

### Età medievale

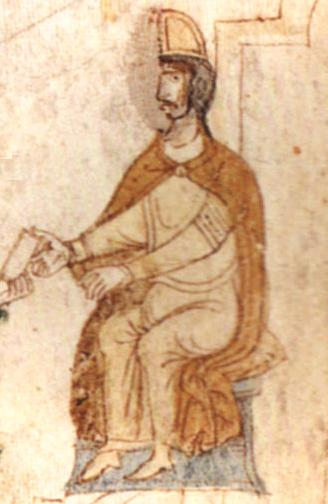
Tancredi d'Altavilla

Dopo una breve parentesi di dominazione greca, fu saccheggiata da Totila, re ostrogoto, nel 542 e nel 549 e rimase sotto il dominio dell'Impero Romano d'Oriente per cinque secoli, offuscata dalla potente Otranto, capitale del dominio bizantino. Successivamente, dal VI secolo in poi, si avvicendarono i Saraceni, i Bizantini, i Longobardi, gli Ungari e gli Slavi.
Fu la conquista normanna a far rinascere Lecce, quale centro commerciale, ed estese il suo territorio sino a diventare capoluogo del Salento. Infatti, a partire da Goffredo (1069) i conti normanni vi tennero corte e qui nacque l'ultimo re normanno, Tancredi, figlio di Ruggero III. Ai Normanni seguirono gli Svevi di Federico II e gli Angioini. Il periodo storico compreso tra 1055 e 1463 va sotto il nome di Contea di Lecce.

### Età moderna
(Giambattista Vico, 19 ottobre 1731)

Stemma della Terra d'Otranto

Dal 1463 Lecce fu soggetta direttamente al Regno di Napoli sotto la monarchia di Ferrante d'Aragona. Con gli Aragonesi la città acquistò sempre più importanza fino a divenire una delle più ricche e culturalmente vive città mediterranee.
In questo periodo si sviluppò nei traffici commerciali coi mercanti fiorentini, veneziani, greci, genovesi, albanesi e fu importante centro culturale.
Nei due secoli seguenti il Salento fu a più riprese minacciato dalle incursioni turche, tanto che sotto il regno di Carlo V la città fu dotata di una nuova cinta muraria e di un Castello e dell'attuale Porta Napoli.
Il 1630 fu l'anno in cui si diede il via alla costruzione di moltissime strutture religiose. In epoca spagnola la città si trasformò in un vero e proprio cantiere a cielo aperto, per le tante opere civili e religiose, che privati, clero, congregazioni ecclesiastiche, si diedero da fare per erigere; in un crescendo di opere sempre più belle e importanti.
Una tremenda epidemia di peste funestò Lecce nel 1656. Le vittime furono migliaia e la tradizione religiosa narra che, dopo tanta attesa, avvenne un miracolo per intercessione di sant'Oronzo, che fu poi, per questo, proclamato patrono della città. Precedentemente la patrona era santa Irene.
Nel 1734, dopo la breve dominazione austriaca, a seguito del pericolo di una restaurazione spagnola, prende il potere la nobiltà. Nel 1821 Lecce partecipò al moto carbonaro e mandò un esercito di resistenza alle truppe austriache. Nel 1848 si formò un governo provvisorio e fu fondato il partito Liberale: durante questi anni sottoscrisse il memorandum delle Province Confederate e partecipò al moto liberale del Meridione.
Dopo l'Unità d'Italia, in particolare tra il 1895 e il 1915, la città conobbe una notevole attività edilizia con la realizzazione di numerose opere pubbliche e la prima espansione fuori dalle mura. Vengono creati nuovi quartieri in stile neoclassico, neomoresco e neogotico.

## Simboli

Lo stemma cittadino

Stemma
(R.D. 20 aprile 1942)
Gonfalone
Bandiera

### Storia dello stemma

Il gonfalone cittadino

La storia dello stemma civico della città di Lecce e la sua realizzazione ebbero inizio nel 1869, a seguito di una iniziativa editoriale con la quale il tipografo trevisano Gaetano Longo intendeva raccogliere in un'opera tutti gli stemmi di tutti i comuni del nuovo Regno d'Italia. L'allora sindaco Michele Lupinacci (trisavolo del noto cantante attualmente sulla cresta dell'onda) si mobilitò per ottenere un'arma e uno stemma che riflettessero degnamente la storia e le tradizioni della città di Lecce. Il sindaco incaricò il duca Sigismondo Castromediano, socio della Commissione conservatrice dei Monumenti Storici e di Belle Arti di Terra d'Otranto, affinché realizzasse un disegno blasonico dello stemma e la relativa descrizione araldica. Questi affidò l'incarico allo studioso Luigi De Simone che riuscì ad ottenere dal pittore Giovanni Grassi due copie dell'arma di Lecce. Il 10 marzo 1896, il consigliere comunale Nicolò Foscarini, a seguito del voto unanime del Consiglio comunale, approvò le “insegne” di Lecce. Una volta stabiliti dalla Commissione gli elementi che avrebbero dovuto comporre lo stemma cittadino, l'incarico di realizzare i disegni dello stemma, la divisa e il gonfalone dei cittadini, furono affidati dal sindaco Giuseppe Pellegrino all'esperto di araldica Filippo Bacile di Castiglione, barone di Spongano. Con l'avvento del fascismo, l'autorità e la Pubblica amministrazione proposero di realizzare un nuovo stemma sulla base di quello già approvato, ma con lo scudo allungato in modo da contenere il Capo del Littorio, di color rosso porpora con il fascio littorio d'oro attorniato da due rami di quercia e d'alloro. Il 24 agosto del 1938 l'amministrazione cittadina nella figura del commendatore Antonio Bruno, assistito dal segretario generale del Comune, Emilio Faivre, ne deliberò la sostituzione, con l'obiettivo di legittimare sull'antica arma il capo del Littorio, considerato «simbolo di un'Era che tutte le precedenti sovrasta e a tutte si sovrappone». Il 20 aprile 1942 fu emanato il decreto con il quale il Comune poté fare uso di uno stemma miniato, contenente le modifiche apportate. L'uso del nuovo stemma perdurò fino al 1945, anno nel quale la caduta del Regime segnò il ritorno allo stemma nella sua forma originale.

### Figure blasoniche
Le figure blasoniche sono il leccio e la lupa, così rappresentati: una lupa nera al naturale, passante da destra a sinistra di chi guarda, sotto un albero di leccio verde, sradicato e fruttifero di oro, in campo d'argento, scudo sannitico, sormontato da corona comitale.
Il toponimo Lupiae richiama la lupa, da cui Lecce trasse i suoi natali, mentre in contemporaneo Lecce fa riferimento all'albero di leccio, che avrebbe offerto riparo alla stessa lupa. Il leccio è, in effetti, un albero caratteristico della Terra d'Otranto.
La corona comitale è un riferimento alla Contea di Lecce, istituita in seguito all'arrivo dei Normanni in Puglia e all'insediamento in città del conte Gaufrido, figlio di Accardo; fu capitale fino al 1463, anno della morte di Giovanni Antonio Orsini Del Balzo.
L'argento è scelto in quanto colore già riscontrato nelle miniature di un diploma del 1536, con il quale Carlo V attribuì il titolo di Cavaliere Aurato ad Alfonso Mosco di Lecce.

## Monumenti e luoghi d'interesse
Lecce è ricca di testimonianze e opere d'arte di epoca romana, medievale e rinascimentale, ma a caratterizzare la città è il barocco, che si esalta in una declinazione del tutto particolare e specifica: tanto è personale lo stile delle architetture da meritarsi l'appellativo di barocco leccese.
Questo filone architettonico si diffuse a Lecce nel XVII secolo, durante la dominazione spagnola, sostituendo l'arte classica e creando uno stile che lasciava spazio alla fantasia e all'immaginazione, grazie anche alla pietra locale, la pietra leccese, appunto, cioè un calcare tenero e compatto, dai colori caldi e dorati, che si presta molto bene alla lavorazione con lo scalpellino.

### Architetture religiose

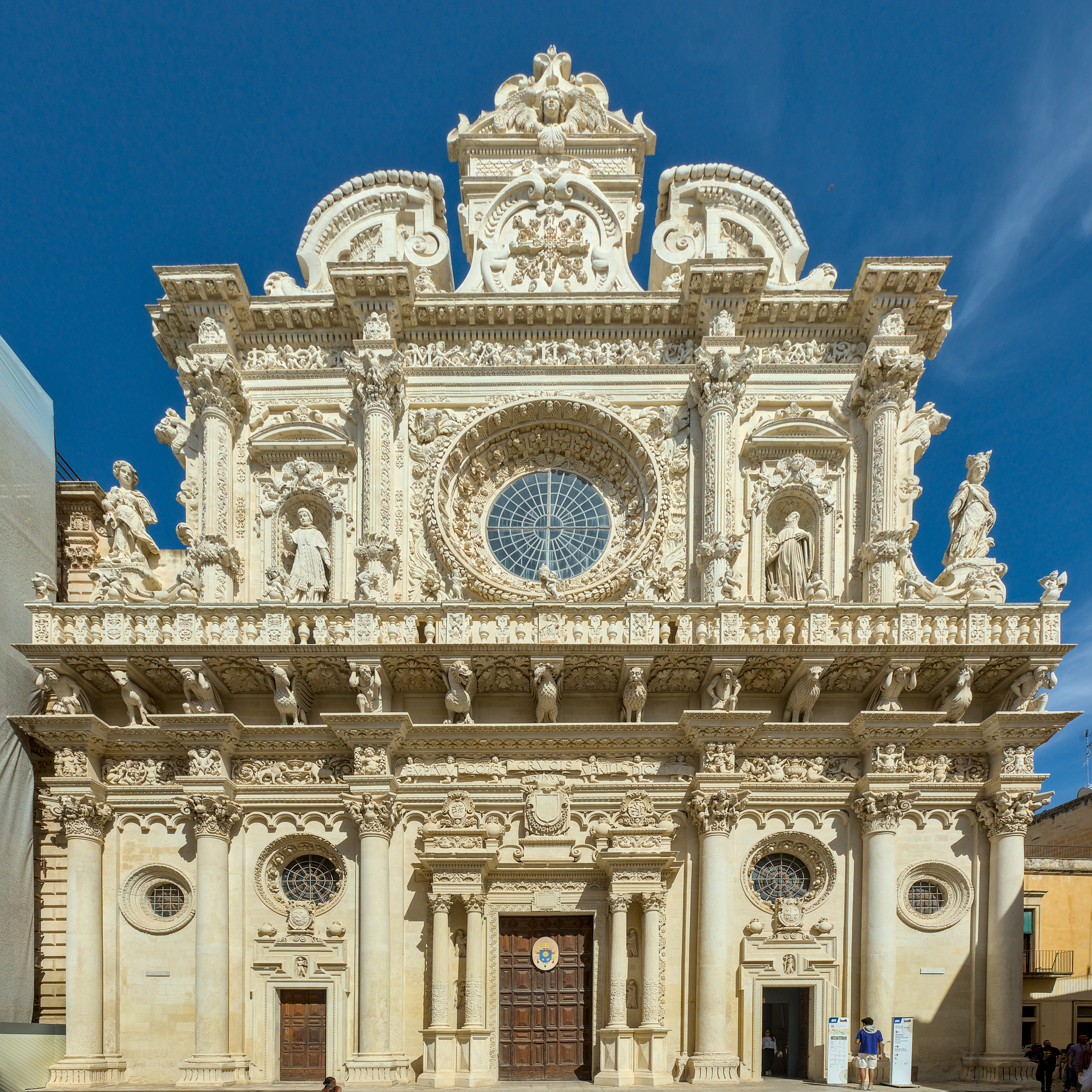
Basilica di Santa Croce

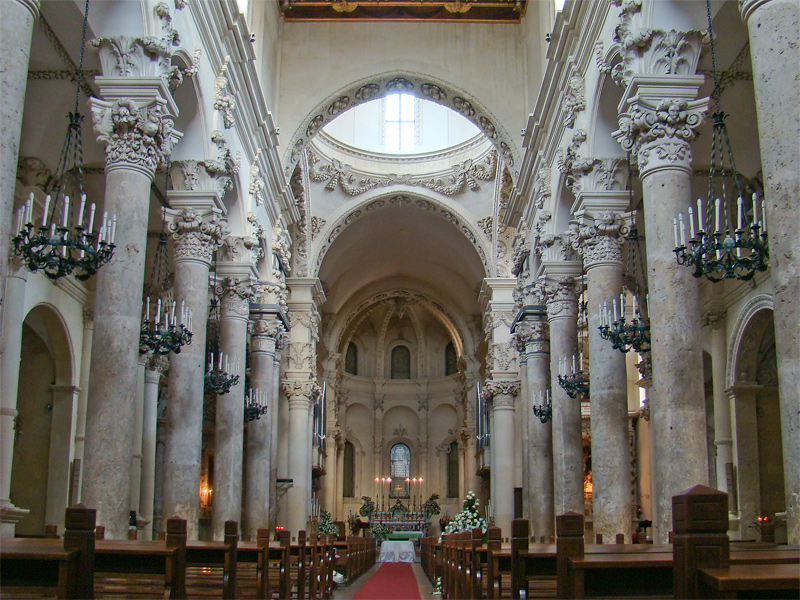
La navata centrale della Basilica

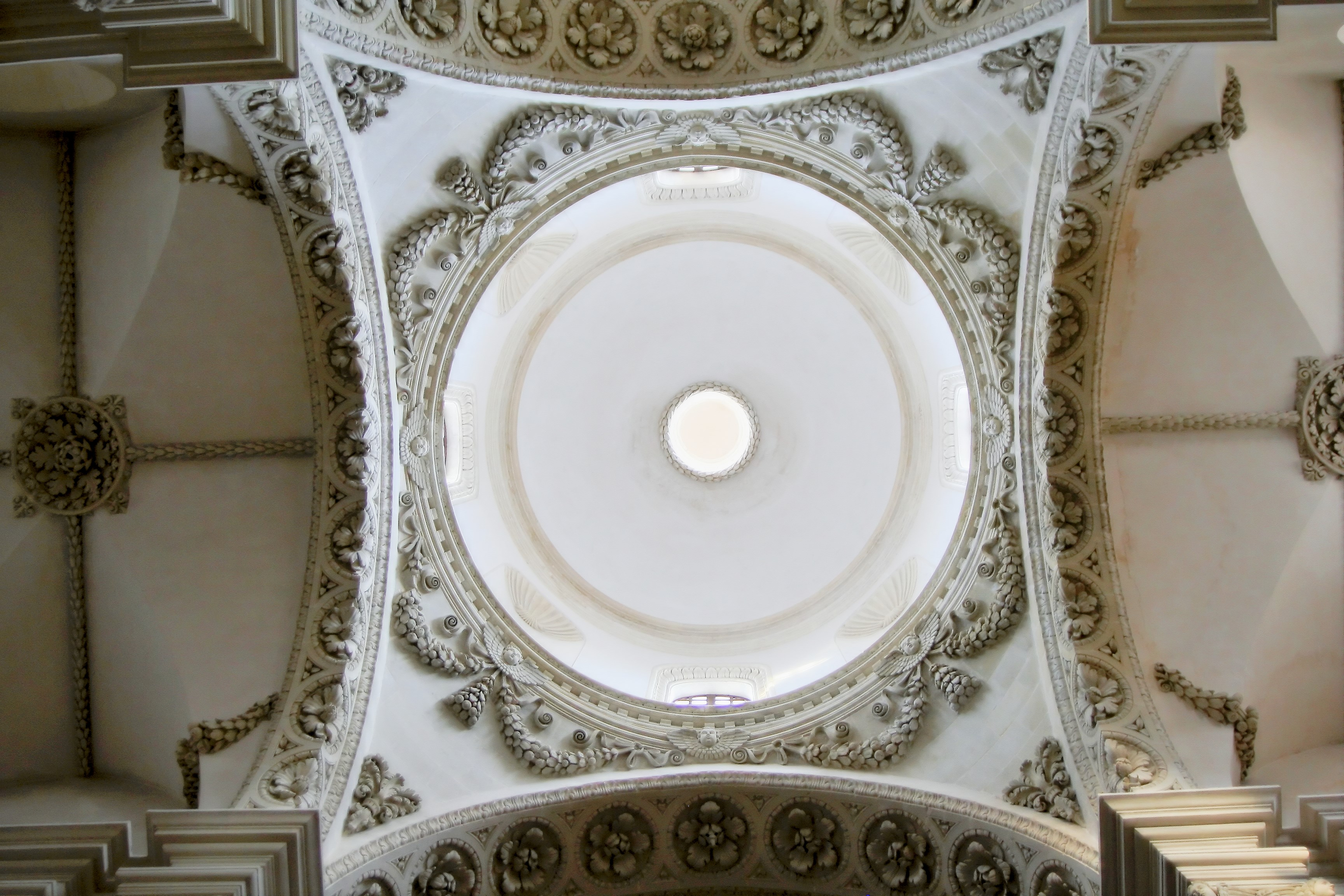
Dettaglio della cupola barocca

Tra i monumenti architettonici più importanti della città sono annoverate le sue chiese. Le varie dominazioni straniere che hanno segnato la storia di Lecce hanno influito anche sulla religiosità della popolazione, come nel caso dei Normanni, degli Angioini e degli Aragonesi. Dopo queste dominazioni la città fu saldamente legata alla controriforma, sotto il dominio degli Asburgo di Spagna.
Oltre al duomo, che rappresenta il centro della vita religiosa, sono disseminate nelle strade e nelle piazze di Lecce quaranta chiese, tre delle quali hanno la dignità di basilica minore.

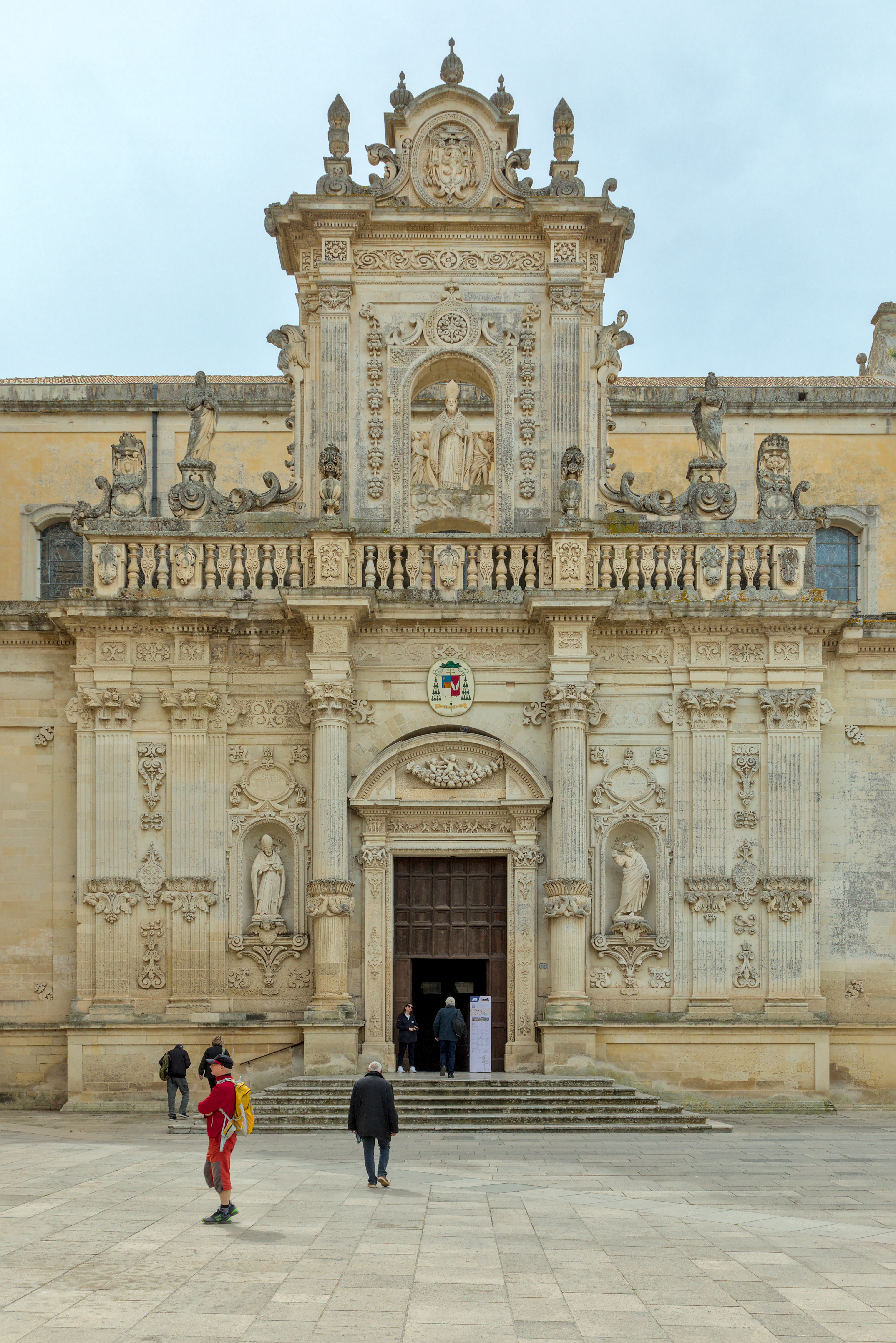
Facciata laterale della cattedrale

#### Chiese principali
- Cattedrale di Maria Santissima Assunta e Sant'Oronzo, è la cattedrale di Lecce e fu edificata nel 1144 dal vescovo Formoso e ricostruita nelle forme barocche nel 1659 dall'architetto Giuseppe Zimbalo per volere del vescovo Luigi Pappacoda.
- Basilica di Santa Croce, è uno dei maggiori complessi architettonici della città e costituisce il più significativo esempio del barocco leccese. Fu edificata a partire dal 1549 e secondo Maurizio Calvesi e Mario Manieri Elia il complesso programma decorativo della facciata andrebbe connesso a una celebrazione della vittoria nella battaglia di Lepanto (1571) nella quale le potenze occidentali avevano avuto la meglio sull'Impero ottomano, con grandi benefici commerciali per la Terra d'Otranto. Fu elevata alla dignità di basilica minore da papa Pio X il 24 gennaio 1905[23]
- Chiesa dei Santi Niccolò e Cataldo, è una tra le più antiche chiese di Lecce costruita in epoca medievale nel 1180 dal normanno Tancredi d'Altavilla, venne poi ristrutturata nel 1716 acquistando un'impronta barocca ma preservando sempre elementi del suo stile originario.

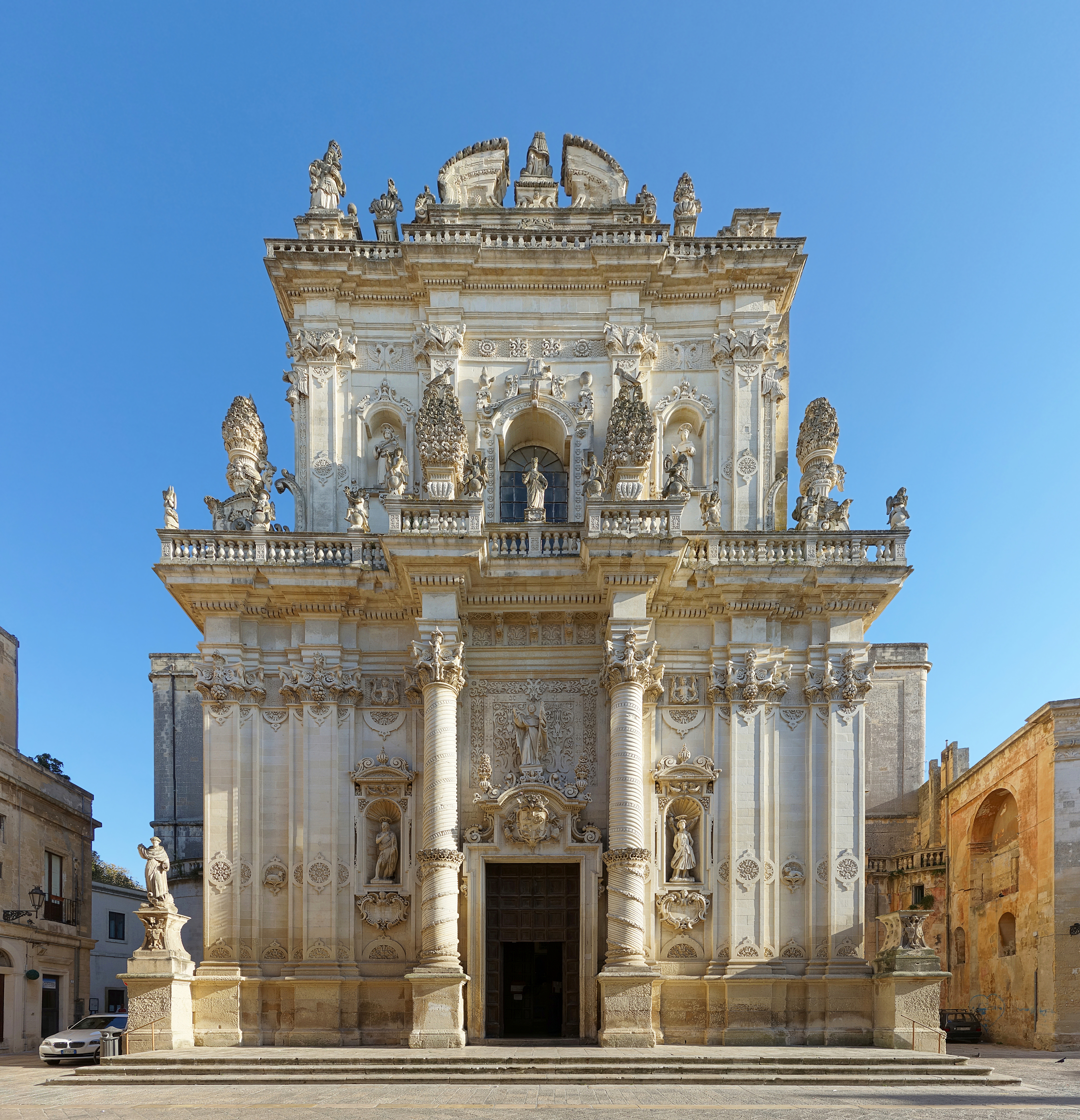
Basilica di San Giovanni Battista al Rosario

- Basilica di San Giovanni Battista al Rosario, elevata da papa Pio XII l'11 giugno 1948 alla dignità di basilica minore[24];
- Basilica di San Domenico Savio, elevata alla dignità di basilica minore da papa Giovanni Paolo II il 16 aprile 1984[25];
- Chiesa di Sant'Irene dei Teatini[26]
- Chiesa del Gesù
- Chiesa di Santa Chiara
- Chiesa del Carmine
- Chiesa di San Matteo
- Chiesa di Sant'Angelo
- Chiesa di Santa Maria degli Angeli

#### Altre chiese
- Chiesa di Santa Teresa
- Chiesa di Sant'Elisabetta
- Chiesa di Sant'Anna
- Chiesa di Santa Maria della Provvidenza
- Chiesa di San Francesco della Scarpa
- Chiesa della Madre di Dio e di San Nicolò
- Chiesa di Sant'Antonio della Piazza
- Chiesa di San Giovanni di Dio
- Chiesa della Natività della Vergine
- Chiesa di San Giovanni Evangelista
- Chiesa di Santa Maria della Grazia
- Abbazia di Santa Maria di Cerrate
- Chiesa di Santa Maria d'Aurìo
- Chiesa di Santa Maria della Porta
- Chiesa di San Niccolò dei Greci
- Chiesa di Santa Maria dell'Idria
- Chiesa di San Pio X
- Chiesa di San Lazzaro
- Chiesa della Trinità dei Pellegrini
- Chiesa di San Giacomo
- Chiesa di Santa Maria di Pozzuolo
- Chiesa di Santa Maria d'Ognibene
- Chiesa di San Sebastiano
- Chiesa di San Leucio
- Chiesa di Sant'Antonio a Fulgenzio
- Santuario di Sant'Oronzo fuori le mura
- Chiesa di Santa Lucia (Lecce)
- Chiesa di San Giovanni Battista

### Conventi
Il Palazzo dei Celestini è situato accanto alla Basilica di Santa Croce e venne edificato tra il 1659 e il 1695 da Giuseppe Cino e Cesare Penna su progetto di Giuseppe Zimbalo.

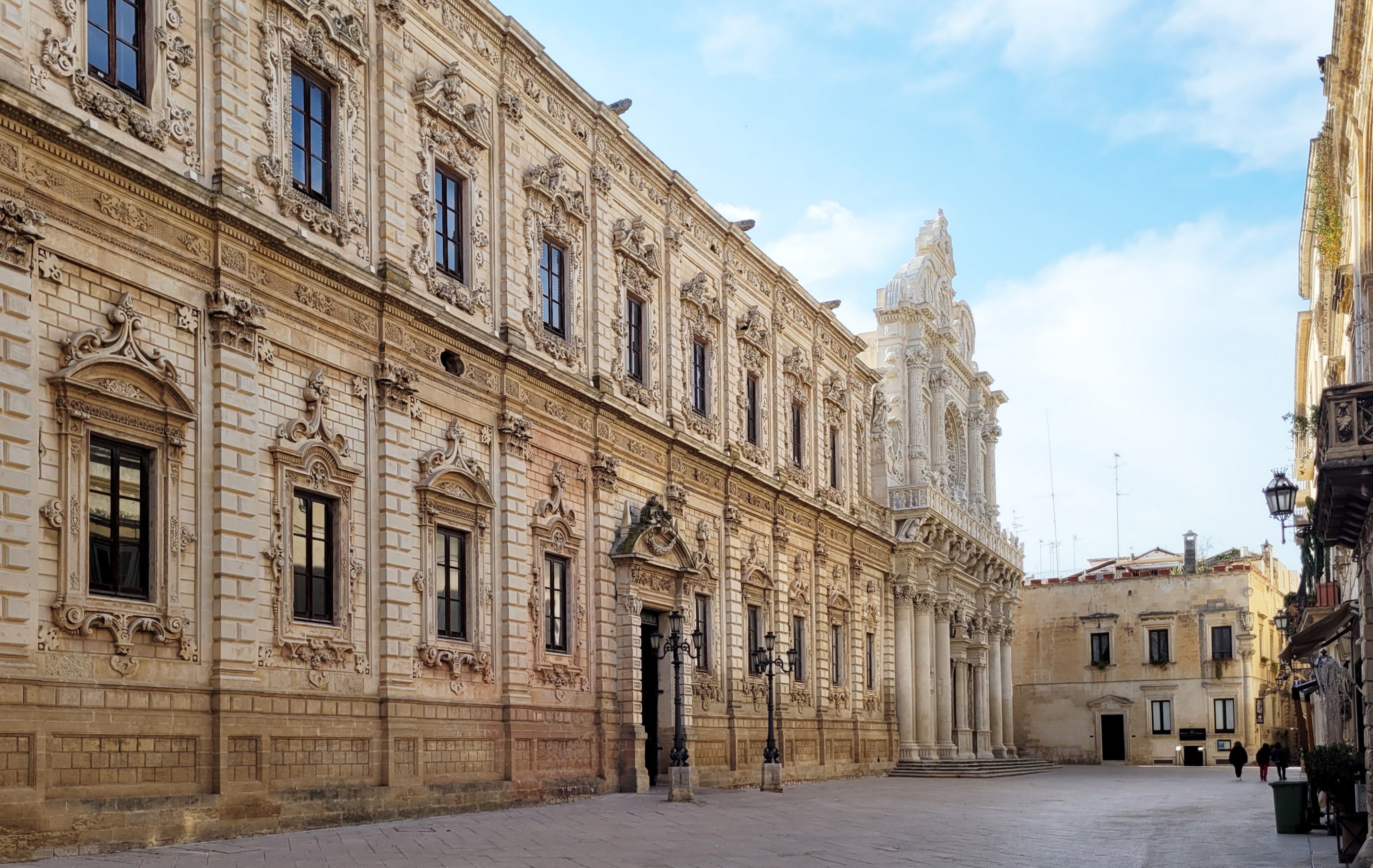
Palazzo dei Celestini

La facciata presenta delicati disegni ornamentali accanto alle finestre e all'ingresso, con punti e festoni floreali, e costituisce un esempio di barocco sobrio, alquanto raro da vedere nella Lecce settecentesca.
Un tempo sede del convento dei Celestini, il palazzo è sede del Palazzo del Governo (Prefettura) e dell'Amministrazione Provinciale.
Il Monastero dei Teatini è attiguo alla Chiesa di Santa Irene ed è un edificio barocco, sede, per diversi secoli, dei Padri Teatini. Con la soppressione degli ordini religiosi, la chiesa e il monastero furono ceduti al Comune di Lecce che si preoccupò di conservare l'apertura al culto della Chiesa affidandola a due padri teatini leccesi. Il monastero venne adibito dapprima a caserma, poi a scuola e infine ospitò alcuni uffici municipali. Dopo un accurato restauro, è utilizzato come contenitore culturale, per mostre e fiere. Famosa è la mostra dei presepi che si tiene ogni anno nel mese di dicembre.
Il Monastero dei Carmelitani è attiguo alla Chiesa del Carmine, è un edificio costruito a cavallo dei secoli XVI e XVII, per i Padri Carmelitani, giunti in città nel 1481. Gli ambienti del convento sono organizzati intorno a un chiostro quadrangolare i cui prospetti interni mostrano i segni degli interventi ottocenteschi; ospita il Rettorato dell'Università del Salento.
Il convento domenicano di San Giovanni D'Aymo fu fondato nella seconda metà del XIV secolo da Giovanni d'Aymo. L'edificio, ricostruito nella prima metà del Settecento da Emanuele Manieri, ospitò, dopo la soppressione degli ordini religiosi, la Manifattura Tabacchi. Dopo attenti restauri è divenuto sede dell'Accademia di Belle Arti.
Il Palazzo del Collegio dei Gesuiti è una costruzione cinquecentesca, iniziata nel 1574 dopo l'arrivo dei religiosi in città. L'edificio, caratterizzato da un ampio chiostro e dalla maestosità degli ambienti interni, subì numerosi rimaneggiamenti dopo il 1767, anno in cui fu soppresso l'ordine. Il palazzo fu sede nel corso dei decenni di un collegio-convitto di livello universitario con cattedre di medicina e di diritto e degli Uffici Giudiziari così come voluto da Giuseppe Bonaparte.
Il Convento degli Agostiniani fu fondato il 18 aprile 1649, in un'area donata ai monaci dall'Università che, dieci anni prima (13 marzo 1639) aveva deliberato di accogliere in città tale Ordine. Il monastero fu un ricco contenitore culturale in quanto, vi si svolgeva un'attiva vita culturale e religiosa. Divenne centro di una Scuola di Filosofia esistita fino al 1852 anno in cui fu trasformato in caserma; sono in corso i lavori per il recupero funzionale del complesso.
L'Ex Conservatorio di Sant'Anna, attiguo alla Chiesa di Sant'Anna, fu fondato nel 1679, per volontà del nobile leccese Bernardino Verardi. Il Conservatorio aveva la propria sede nell'antico palazzo Verardi. Nel 1764 l'edificio venne ristrutturato dall'architetto Emanuele Manieri che ne ampliò la fabbrica. Il Conservatorio venne realizzato affinché vi trovassero asilo le donne dell'aristocrazia salentina, le uniche ad avere libero accesso.
L'assetto architettonico del Chiostro dei Domenicani occupa, nel panorama artistico-culturale del Salento, un posto di particolare rilievo. L'arrivo dei frati domenicani in Puglia, a partire dal XIII secolo, segnò l'inizio di una presenza che divenne sempre più importante nei secoli XIV e XV. Fu proprio verso i primi anni del XV secolo che venne fondato, a Lecce, il convento dei frati Predicatori di San Domenico con bolla papale di Eugenio IV, datata al 15 giugno 1442.

### Architetture militari

#### Castello

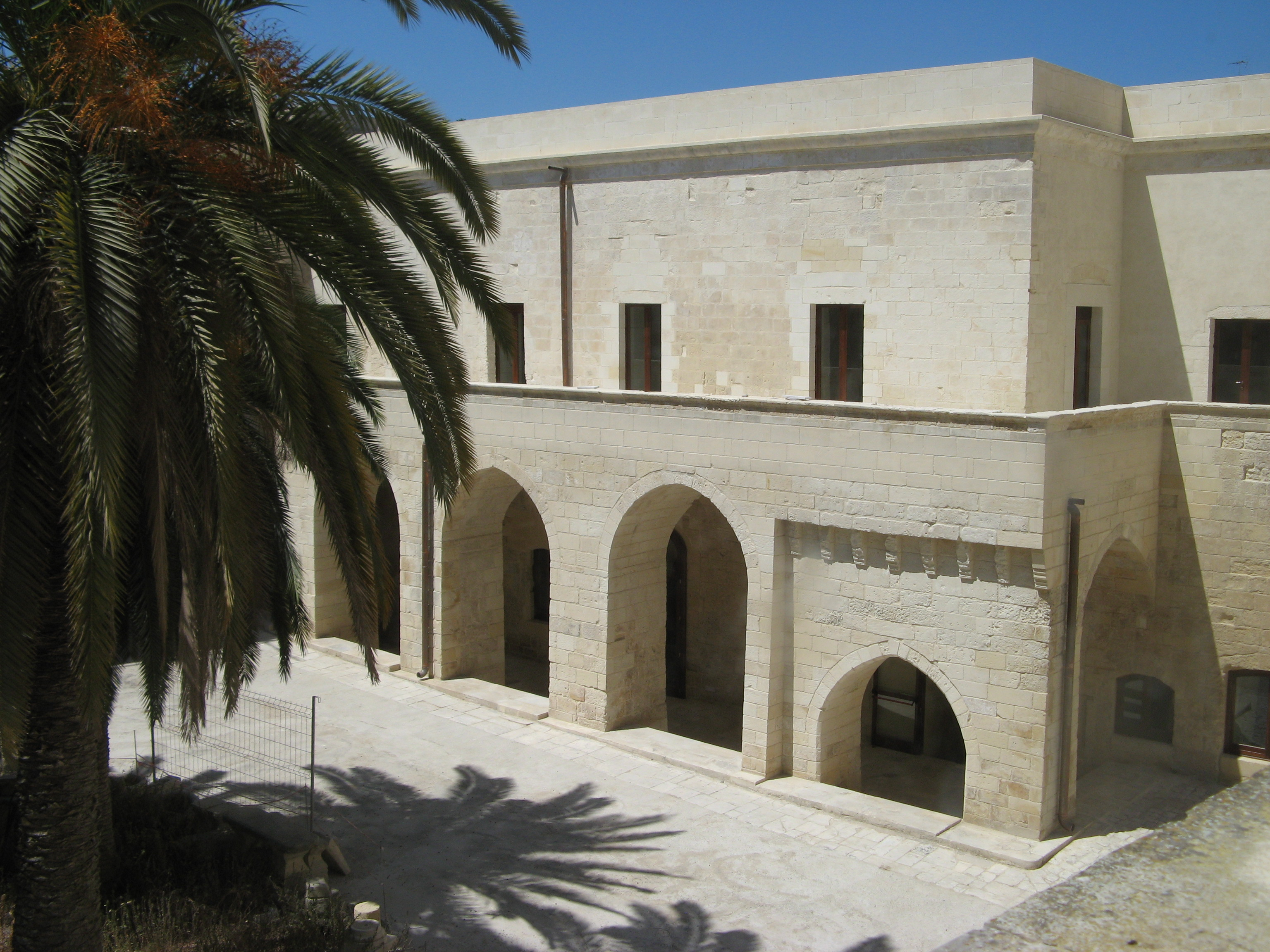
Cortile del Castello

Il castello di Lecce è stato realizzato, secondo la tradizione, per volere di Carlo V per scongiurare le invasioni turche, di cui la più funesta fu, per la Terra d'Otranto, quella che nel 1480 causò il sacco di Otranto.
In realtà Carlo V ampliò e modificò un preesistente maniero, che secondo gli scavi e gli studi condotti dall'Università del Salento doveva risalire al XIII-XIV secolo.
Una parte risalente a tale periodo risulta essere il torrione di forma quadrangolare detto mastio di Accardo. Gli ampliamenti del XVI secolo hanno dato al complesso una pianta quadrilatera, formata da quattro fronti bastionate, un tempo munita di fossato che venne colmato nel 1870.
La fortezza presenta due porte: una orientata a nord-ovest che è quella rivolta verso la città, e l'altra sul lato opposto, che un tempo guardava la campagna.
Sulla seconda porta appare lo stemma dell'imperatore asburgico, stemma che pure sormontava la prima porta ma che, poi, è stato rimosso e allogato in un muro del cortile. L'interno è dotato di ampi ambienti che oggi ospitano manifestazioni culturali.

#### Porte della città vecchia
All'origine le porte che permettevano l'ingresso in città erano quattro: Porta Napoli, che permetteva l'ingresso dalla via che giungeva dall'allora capitale del Regno Napoli; Porta Rudiae, che permetteva l'ingresso dalla via che giungeva dall'antico centro abitato di Rudiae; Porta San Biagio, che permetteva l'ingresso dalle vie che giungevano da Capo di Leuca; Porta San Martino, che permetteva l'ingresso dalla naturale via che portava al mare, ovvero da San Cataldo, e che fu demolita nei primi decenni del XIX secolo, contestualmente al moderno riassetto urbanistico di Lecce.
Porta Napoli

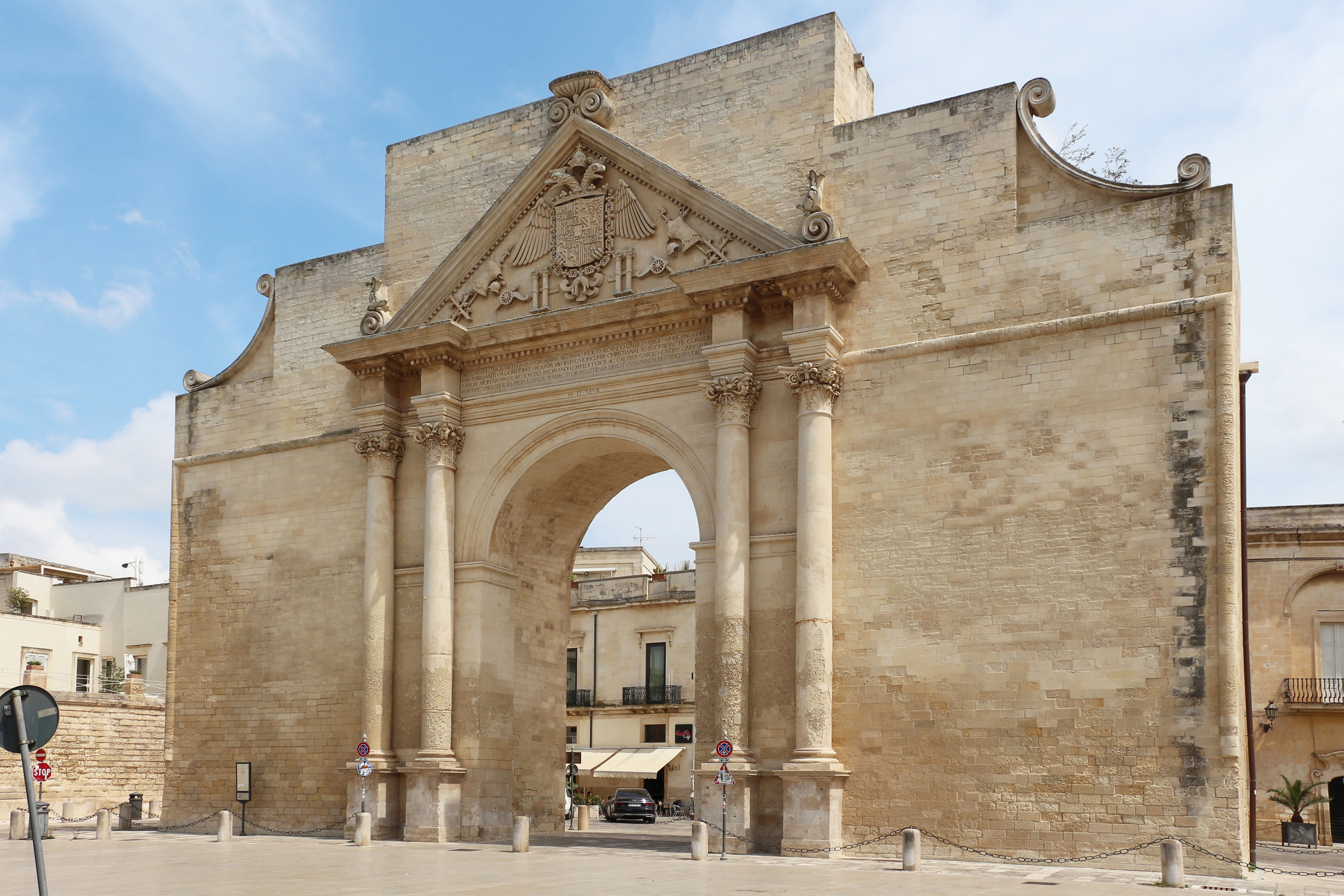
Porta Napoli o Arco di Trionfo

Porta Napoli, o arco di Trionfo, fu eretta nel 1548 in onore dell'imperatore Carlo V come dimostrazione di gratitudine per le opere di fortificazione fatte realizzare in difesa della città. Fu realizzato nel luogo dell'antica Porta San Giusto, al di sotto della quale, secondo la tradizione, riposavano le spoglie del santo. La porta è costituita da un solo fornice affiancato da due colonne corinzie binate che sorreggono un frontone triangolare sul quale sono scolpite le insegne imperiali con trofei e panoplie. Sul fregio centrale appare, in latino, l'epigrafe dedicatoria.

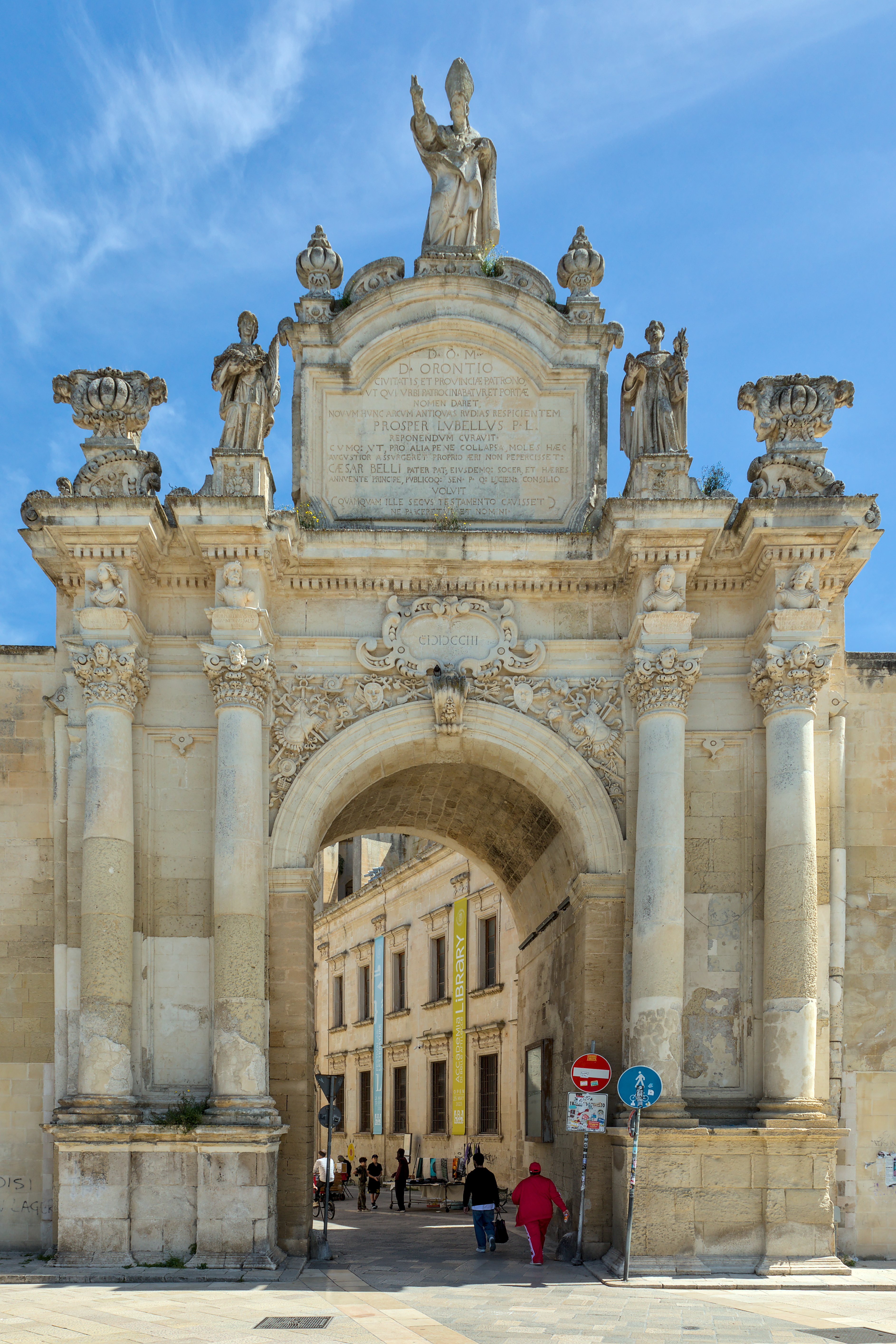
Porta Rudiae
Poco più a sud dell'Arco di Trionfo, si trova la cosiddetta Porta Rudiae, il cui nome deriva da quello dell'antica città di origine Messapica, posta nell'odierna periferia di Lecce, nucleo primigenio della successiva città.
Probabilmente, come nel caso dell'Arco di Trionfo, qui doveva essere presente una porta di origine medioevale. La porta crollò nel corso del Seicento e venne ricostruita nel 1700 per volere di un patrizio leccese. La porta è chiaramente di gusto barocco, opera di Giuseppe Cino, e venne eretta quando ormai una vera e propria funzione difensiva non era più necessaria. La facciata è dominata dalla statua di sant'Oronzo, accompagnata lateralmente dalle statue di santa Irene e san Domenico. Sulle colonne della porta sono scolpiti quattro busti raffiguranti Euippa, Malennio, Dauno e Idomeneo, nipote di Minosse e pronipote di Zeus, mitico fondatore della città.

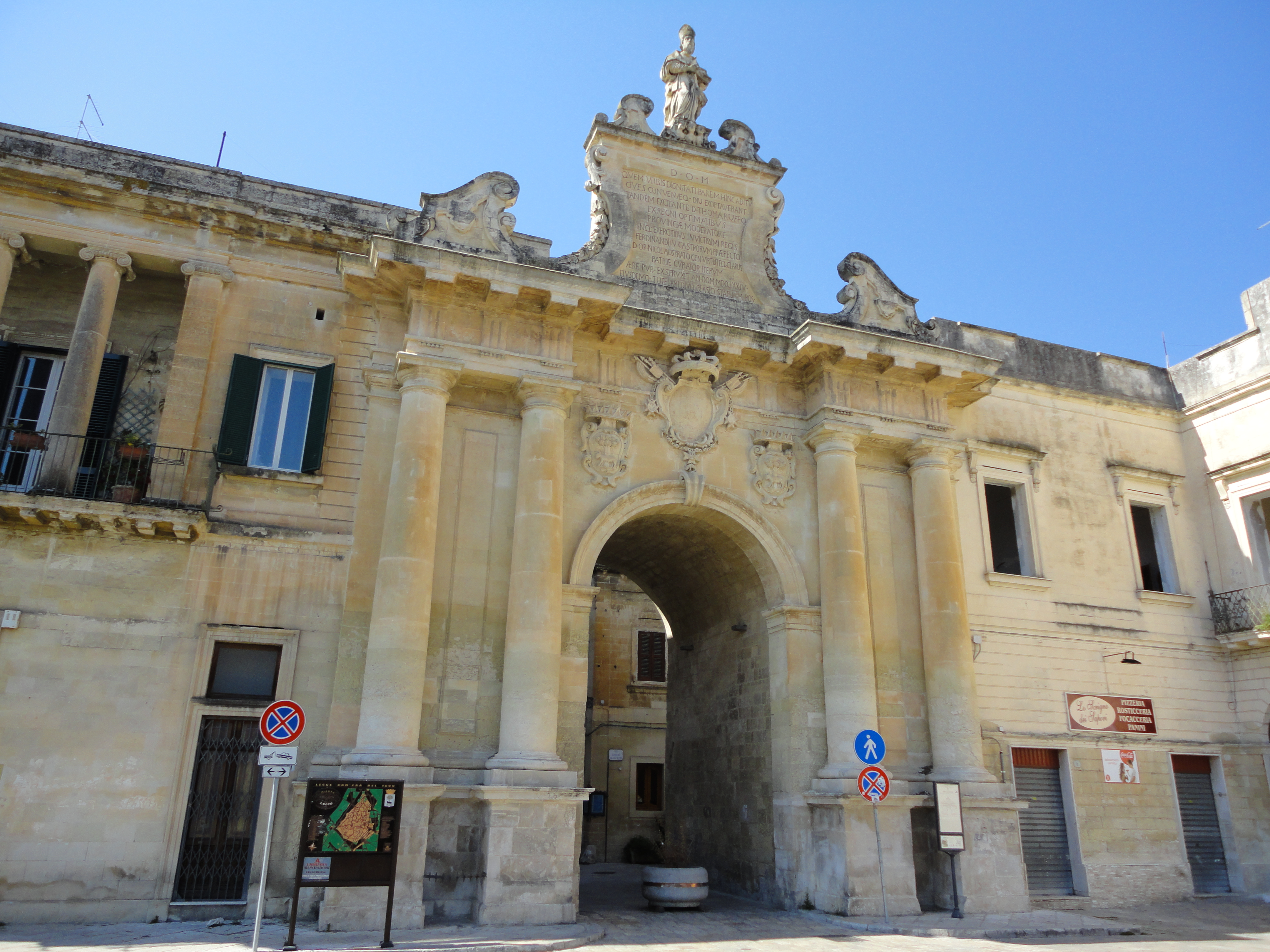
Porta San Biagio
Porta San Biagio fu molto probabilmente edificata su una preesistente torre nel corso del XVIII secolo. Eretta per volontà del governatore di Terra d'Otranto Tommaso Ruffo, il suo stile è baroccheggiante. Su tale porta troneggia in alto la statua di san Biagio, lateralmente sono presenti due stemmi cittadini.

#### Torri
Torre di Belloluogo
La torre di Belloluogo è una torre medievale costruita nel XIV secolo. Voluta da Gualtiero di Brienne, è un importante esempio di architettura militare angioina. La torre di forma cilindrica è ancora circondata dal fossato originario pieno d'acqua. Fu dimora di Maria d'Enghien, nella quale vi trascorse gli ultimi anni della vita. Di particolare interesse è una piccola cappella affrescata con scene della vita di Santa Maria Maddalena.
Torre del Parco (Turris Prati Magni)

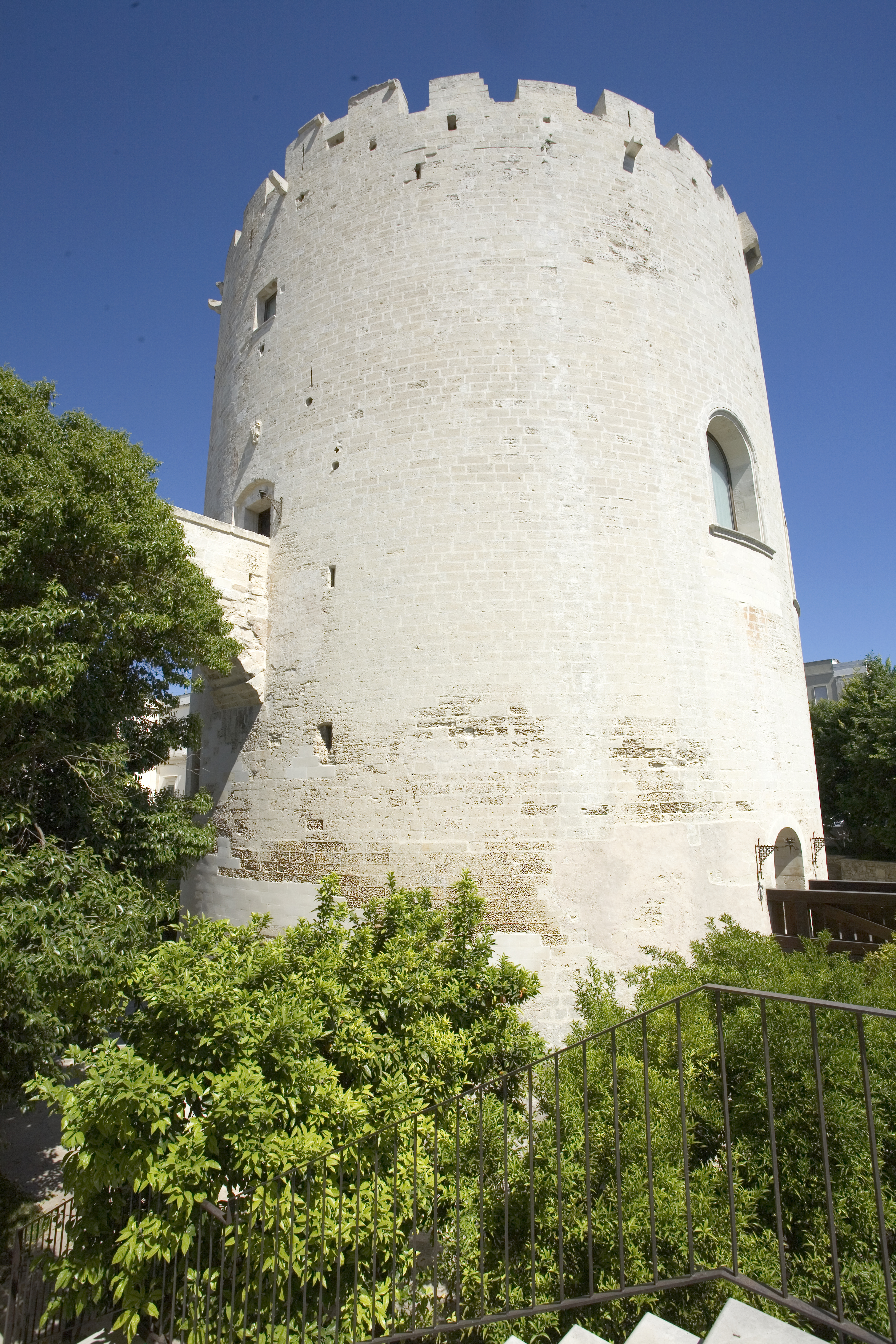
Torre del Parco

La torre del Parco, situata nel cuore di Lecce, rappresenta uno dei monumenti simbolo della città del periodo medioevale e rinascimentale. Il complesso monumentale fu edificato nel 1419 per opera del diciottenne Giovanni Antonio Orsini Del Balzo, principe di Taranto, figlio di Raimondello e di Maria d'Enghien la quale, all'epoca, si fregiava dei titoli di contessa di Lecce e regina del regno di Napoli, avendo sposato, in seconde nozze, il re Ladislao di Durazzo. La Torre, alta più di 23 metri e costruita su tre livelli, è circondata da un fossato nel quale erano allevati gli orsi, simbolo araldico della famiglia Orsini del Balzo. Il parco intorno alla Torre aveva un'estensione di oltre 40 ettari ed era ripartito in una zona pubblica e in una privata: il "Parco di Dentro", cittadella recintata comprendente la Torre e le "Stanze del Principe", e il "Parco di Fuori" che si estendeva sino alle mura urbane e che era luogo di fiere, mercati e pubblico passeggio.
Nel 1434, un'ala del complesso monumentale divenne sede del Concistorium Principis, tribunale medievale presieduto da Giovanni Antonio Orsini Del Balzo. La struttura, inoltre, fu sede della zecca dove venivano coniati i cosiddetti "mali carlini", monete d'oro e d'argento. Negli anni 1458-1461 la Torre divenne carcere per alcuni prigionieri che incisero le loro “lamentazioni” (tuttora visibili) negli strombi delle saettiere nel piano inferiore della fortezza. Dopo la morte di Giovanni Antonio il complesso divenne dimora dei vari viceré spagnoli che si alternarono nel dominio di Lecce: da Ferrante Loffredo a Ferrante Caracciolo.

#### Monumento ai caduti della prima guerra mondiale
Il monumento riporta la seguente iscrizione: "Caddero tra i prodi della guerra mondiale e l'Italia si aderse vittoriosa a più alti destini (1915-1918)". Le lastre di marmo poste alle spalle della statua riportano l'elenco dei militari caduti.

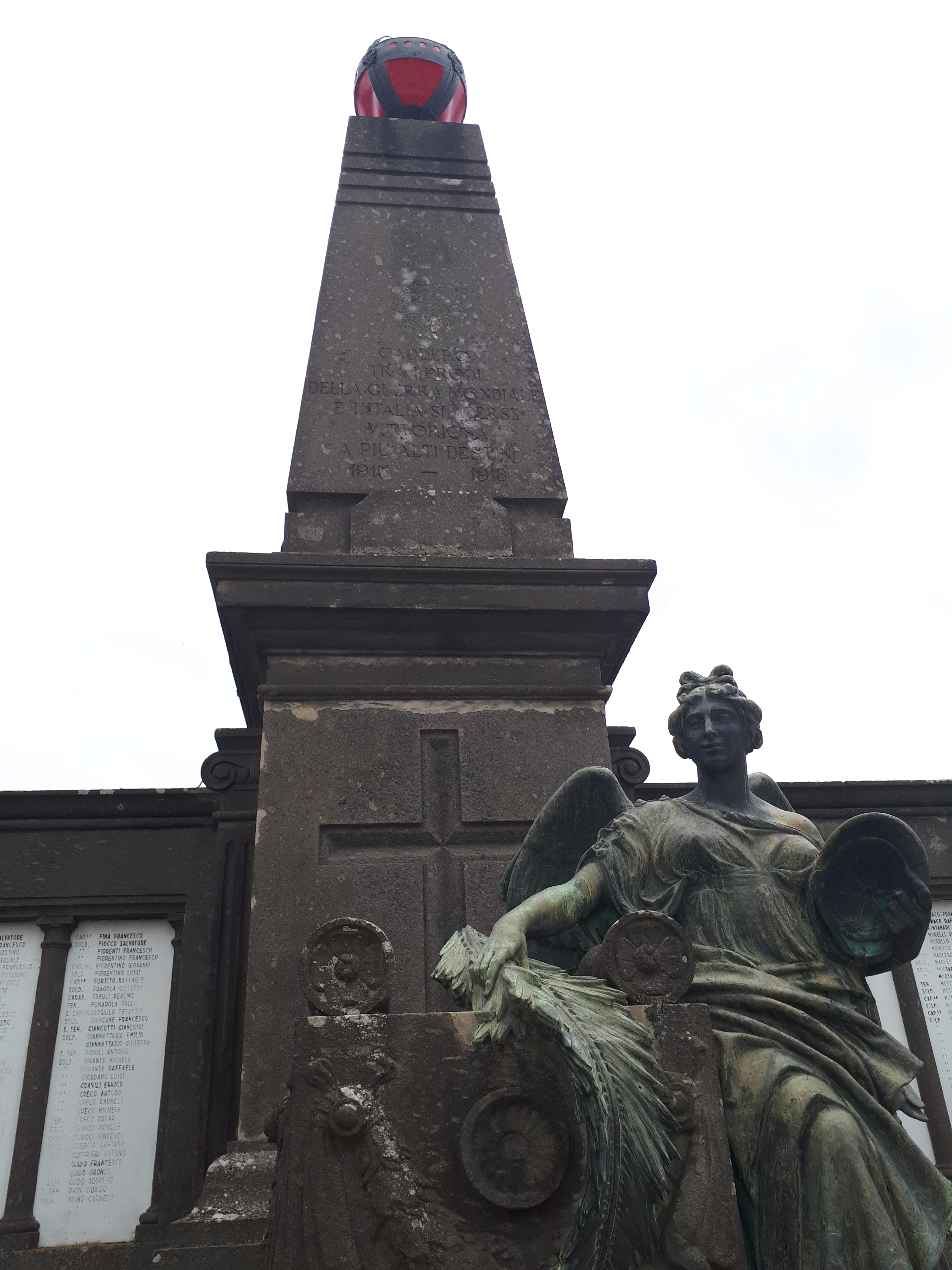
Monumento ai caduti della prima guerra mondiale

### Edifici civili

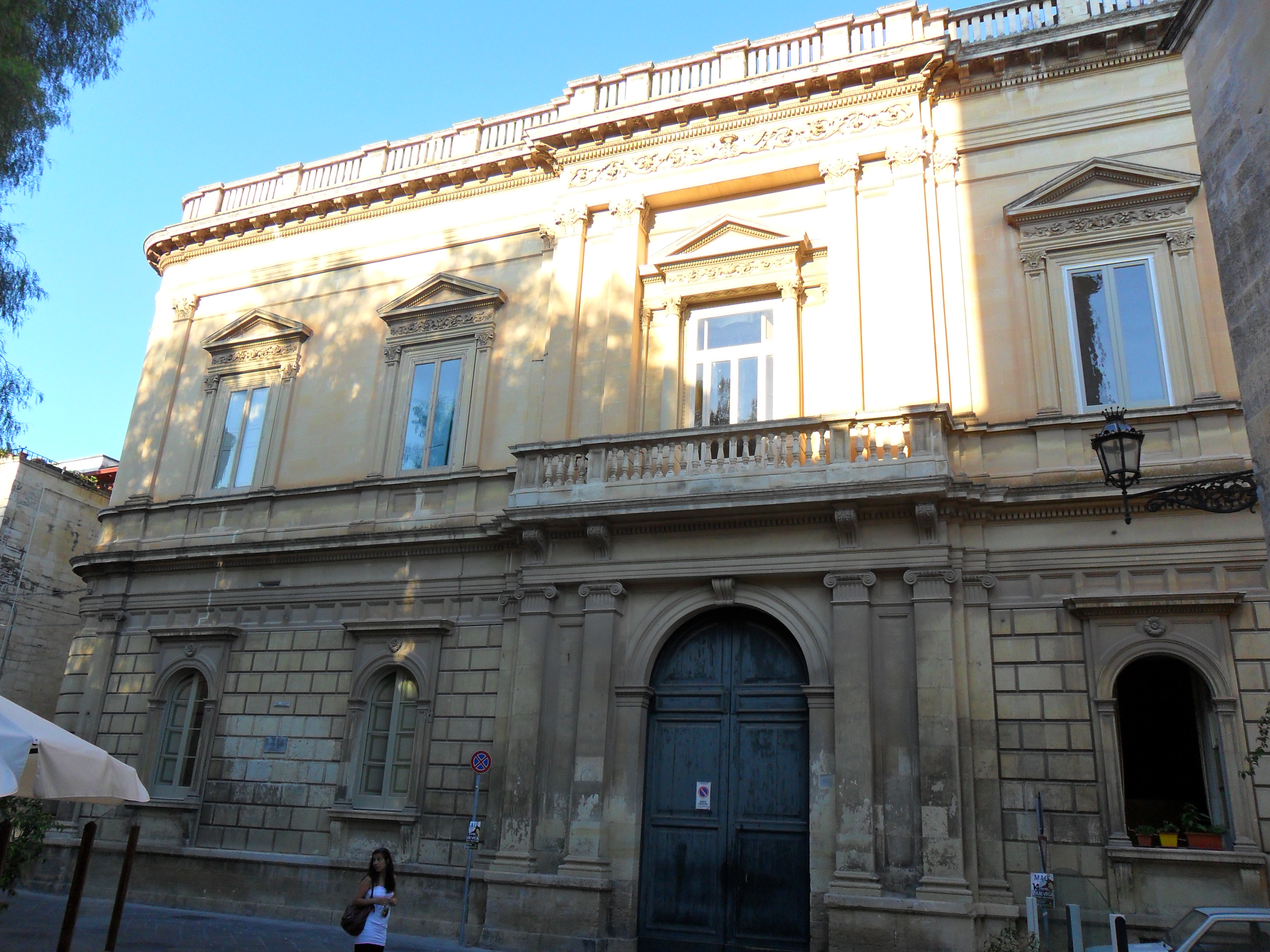
Palazzo Tamborino Cezzi

- Palazzo Adorno
- Palazzo Belli
- Palazzo Carafa
- Palazzo Cesarini
- Palazzo de Simone
- Palazzo dei Prioli
- Palazzo dell'Antoglietta
- Palazzo della Ratta
- Palazzo delle Carmelitane Scalze
- Palazzo Giugni
- Palazzo Giustiniani
- Palazzo Grassi
- Palazzo Guarini
- Palazzo Guido
- Palazzo Lecciso
- Palazzo Lubelli
- Palazzo Marrese
- Palazzo Martirano
- Palazzo Morisco-D'Arpe
- Palazzo Paladini

- Palazzo Palmieri
- Palazzo Palombi
- Palazzo Penzini
- Palazzo Perrone
- Palazzo Perucino
- Palazzo Rollo
- Palazzo Romano
- Palazzo Rubichi
- Palazzo Stabile
- Palazzo Tamborino Cezzi
- Palazzo Tinelli
- Palazzo Tresca
- Palazzo Turrisi Palumbo
- Palazzo Vernazza
- Palazzo Zimara
- Dimora Muratore
- Villa Aquilina
- Villa Indraccolo
- Villa Mellone
- Villa Reale

### Siti archeologici
Ipogeo Palmieri
L'Ipogeo Palmieri è un esempio di architettura funeraria messapica, ed è visitabile all'interno del giardino di Palazzo Guarini, lungo via Palmieri. Rinvenuta nel 1912 da un appassionato di antichità locali, la tomba apparve già priva di corredo, depredata probabilmente nel corso del XVI secolo, epoca a cui risalgono alcune iscrizioni graffite sulle pareti del corridoio d'ingresso e delle celle. L'ipogeo è composto da tre ambienti disposti intorno a un vestibolo. Sulla base di confronti stilistici e tipologici, per la tomba, realizzata evidentemente per una famiglia locale aristocratica, è stata proposta una cronologia all'inizi del III secolo a.C.
Anfiteatro Romano

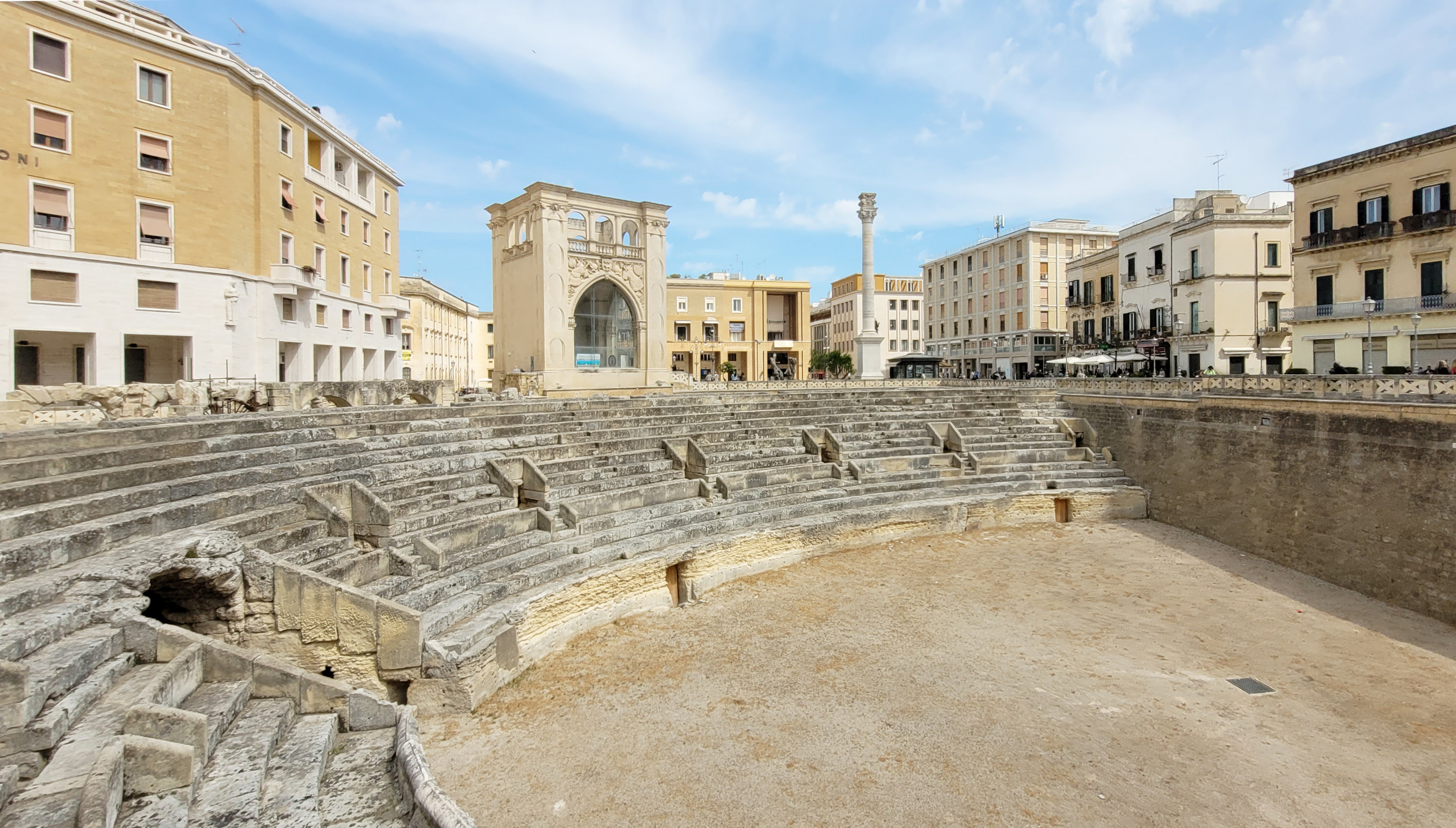
L'Anfiteatro Romano

L'Anfiteatro Romano è situato nella centralissima piazza Sant'Oronzo. Restano l'arena, le gradinate inferiori e parte delle mura esterne. Fu costruito in età augustea e misurava circa 102 m × 83 m e riusciva a contenere oltre 25 000 spettatori.
In epoche successive fu sotterrato e sovrastato da altri edifici. Il monumento venne scoperto durante i lavori di costruzione del palazzo della Banca d'Italia, effettuati nei primi anni del Novecento. Le operazioni di scavo iniziarono quasi subito, grazie alla volontà dell'archeologo salentino Cosimo De Giorgi, e si protrassero sino al 1940; è possibile ammirare solo un terzo dell'intera struttura, in quanto il resto rimane ancora nascosto nel sottosuolo di piazza Sant'Oronzo dove si ergono alcuni edifici e la chiesa di Santa Maria della Grazia.
Teatro Romano

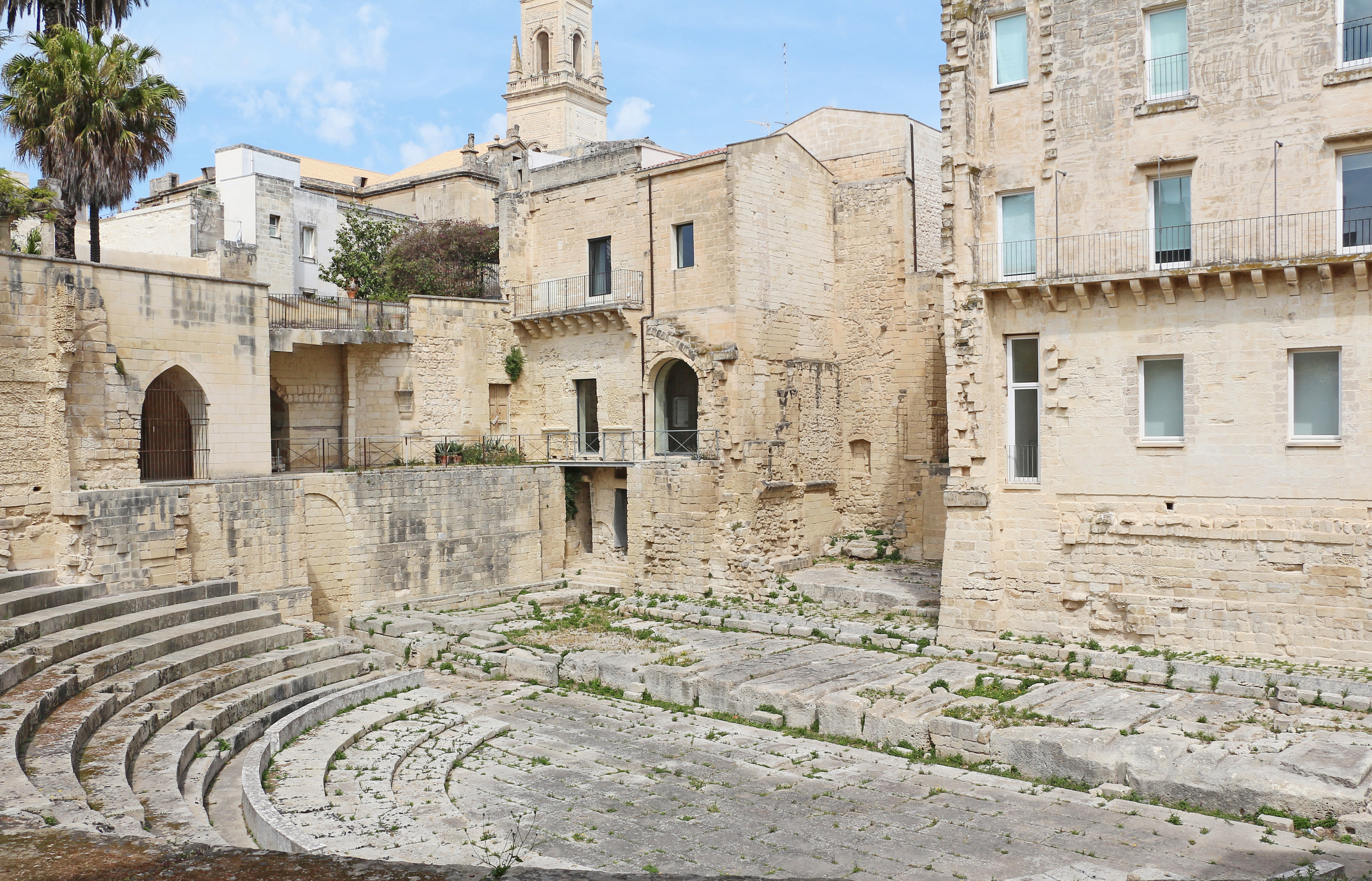
Il Teatro Romano

Il Teatro Romano si trova in via dell'Arte della Cartapesta. Fu scoperto nel 1929, databile all'età augustea come l'Anfiteatro.
La cavea di questo Teatro, probabilmente riservato ai lupiensi mentre quello di piazza Sant'Oronzo veniva frequentato dai provinciali, misura 19 m di diametro.
Ignorato per secoli come l'Anfiteatro, ha restituito alcune statue che sono conservate presso il Museo archeologico provinciale Sigismondo Castromediano.
Dagli studi effettuati sono emerse interessanti usanze che gli spettatori del tempo solevano adottare. Il Teatro veniva frequentato per sette mesi (da aprile a ottobre), gli spettacoli erano all'aperto e per alleviare i fastidiosi odori che per il caldo periodo si liberavano nell'aria, venivano nebulizzati, attraverso delle doccette, fragranze di rose o zafferano.
Le collocazioni dei posti a sedere prevedevano che nelle prime file sedessero i senatori su morbidi cuscini, le quattordici file successive erano riservate ai cavalieri, poi vi erano i posti popolari e infine le donne, gli schiavi e i bambini; in ogni settore bisognava arrivare con largo anticipo per poter occupare il posto migliore. L'ingresso era consentito a tutti, ma regolato da tessere d'osso che permettevano di riconoscere i litigiosi e collocare gli spettatori nel giusto settore.
Il Teatro è stato restaurato e reso nuovamente utilizzabile nel 1999. Nello stesso anno in occasione della rappresentazione teatrale Miti in Scena è stato inaugurato anche il Museo del Teatro che affaccia sulla cavea.
Parco archeologico di Rudiae
Il parco archeologico di Rudiae si trova sulla via per San Pietro in Lama e racchiude una parte dei resti dell'antico centro messapico di Rudiae, città natale del padre della letteratura latina Quinto Ennio, distrutta nel 1147 da Guglielmo il Malo. Degno di rilievo è l'Anfiteatro di Età imperiale (I-II sec. d.C.), il secondo nel raggio di 3 km, conservatosi in ottime condizioni poiché interrato: lavori di scavo e messa in sicurezza hanno pertanto consentito, in anni recenti, di riportarlo alla luce.

### Piazze
Piazza Sant'Oronzo

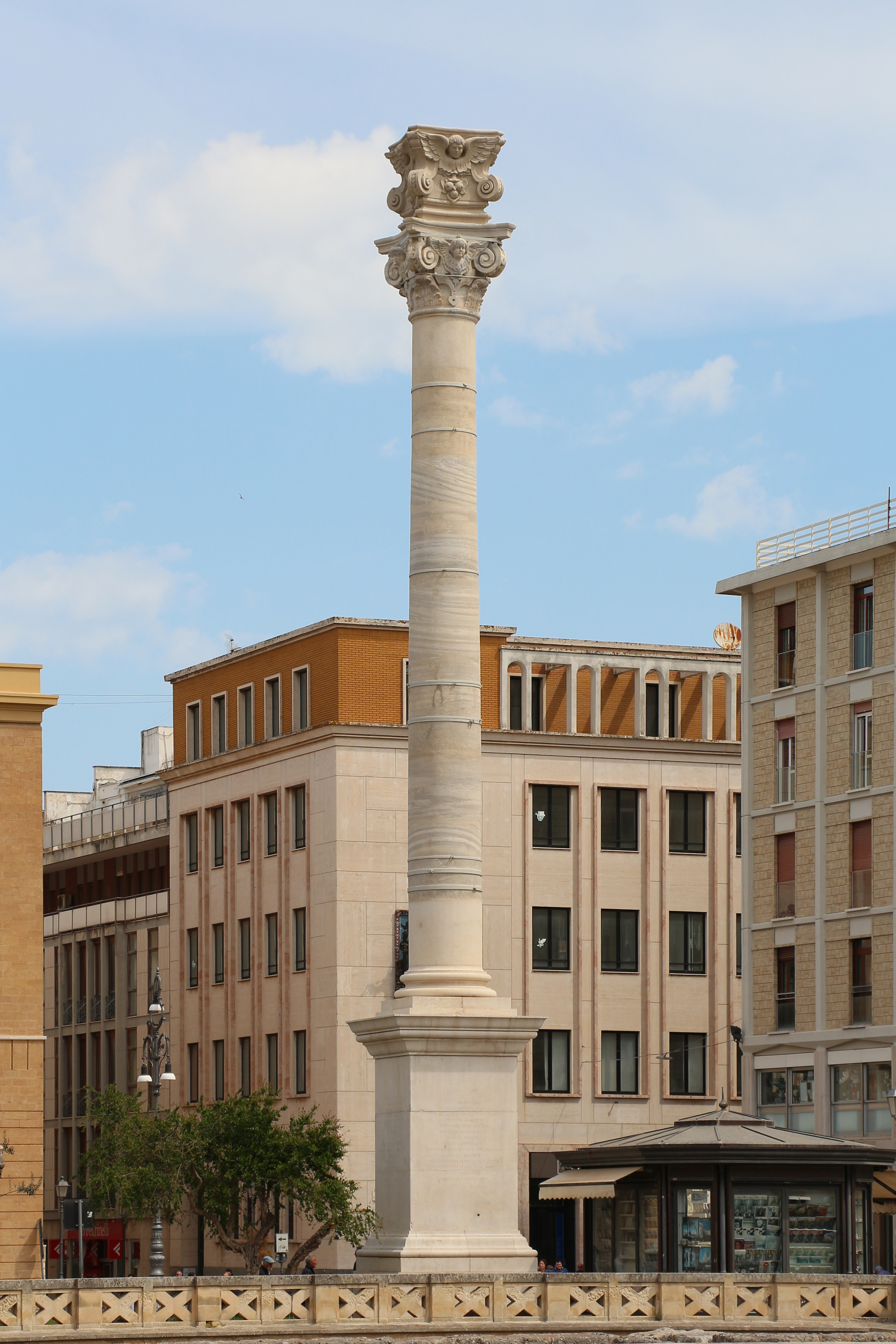
La Colonna di Sant'Oronzo

Il salotto elegante di Lecce è Piazza Sant'Oronzo, in parte occupata dall'Anfiteatro romano del I-II secolo d.C., riportato alla luce all'inizio del Novecento.
Nella piazza s'innalza la colonna di Sant'Oronzo, donata dalla città di Brindisi per adornare la piazza.
Di fronte alla statua si trova l'armonioso palazzetto del Sedile, antica sede del Municipio, dove il sindaco riceveva la cittadinanza. Accanto a questo edificio, sorge la chiesetta di San Marco, importante testimonianza dell'esistenza di una colonia di mercanti veneti giunti in città per praticare attività commerciali.
Un'altra testimonianza artistica che si affaccia sulla piazza davanti all'Anfiteatro è la chiesa di Santa Maria delle Grazie.
Piazza del Duomo

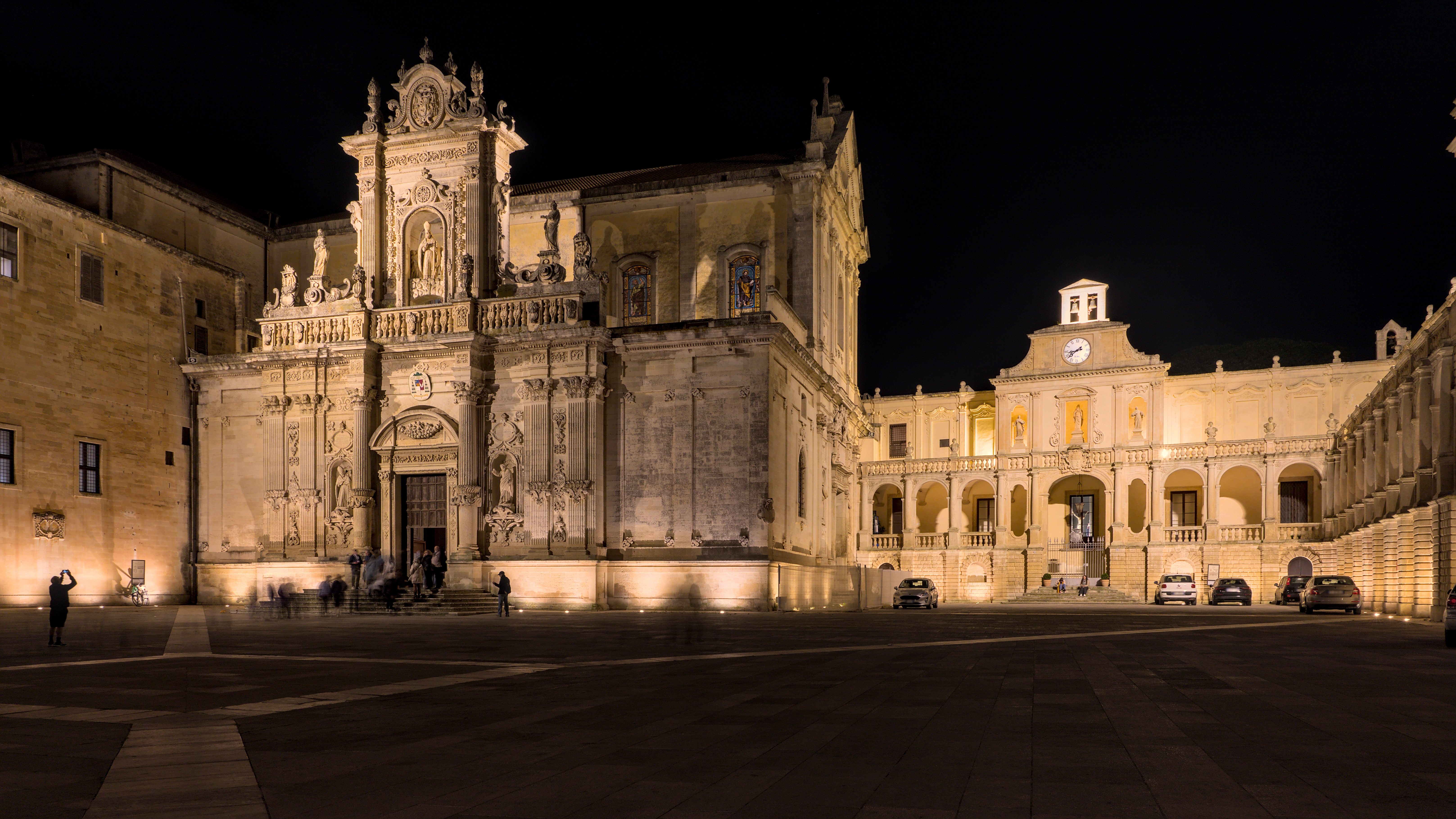
Piazza del Duomo di notte

È il barocco a dominare nella centrale Piazza Duomo. Questo grande cortile, poi modificato, risale al tempo del vescovo Gerolamo Guidano. A esso si accede attraverso i propilei, realizzati verso la fine del XVIII secolo da Emanuele Manieri, essendo stati abbattuti gli originali muri d'ingresso.
Piazza Duomo è uno dei rari esempi di "piazza chiusa". Un tempo, la sera le porte, delle quali ancora oggi sono visibili gli imponenti mozzi, venivano serrate. Che si tratti di un chiaro esempio di barocco è evidente anche dalla soluzione a dir poco teatrale della "falsa facciata". Il visitatore che entra in Piazza Duomo si trova di fronte una facciata di chiesa, che solo a un'attenta visione si rileva "posticcia". È sufficiente varcare la soglia del portale per ritrovarsi nella navata laterale della Chiesa. La cattedrale non accoglie, dunque, il visitatore di fronte, ma si trova collocata, rispetto all'ingresso della Piazza, in modo parallelo. La soluzione scenografica venne adottata per evitare che il visitatore si trovasse di fronte a un muro piatto e senza decori.

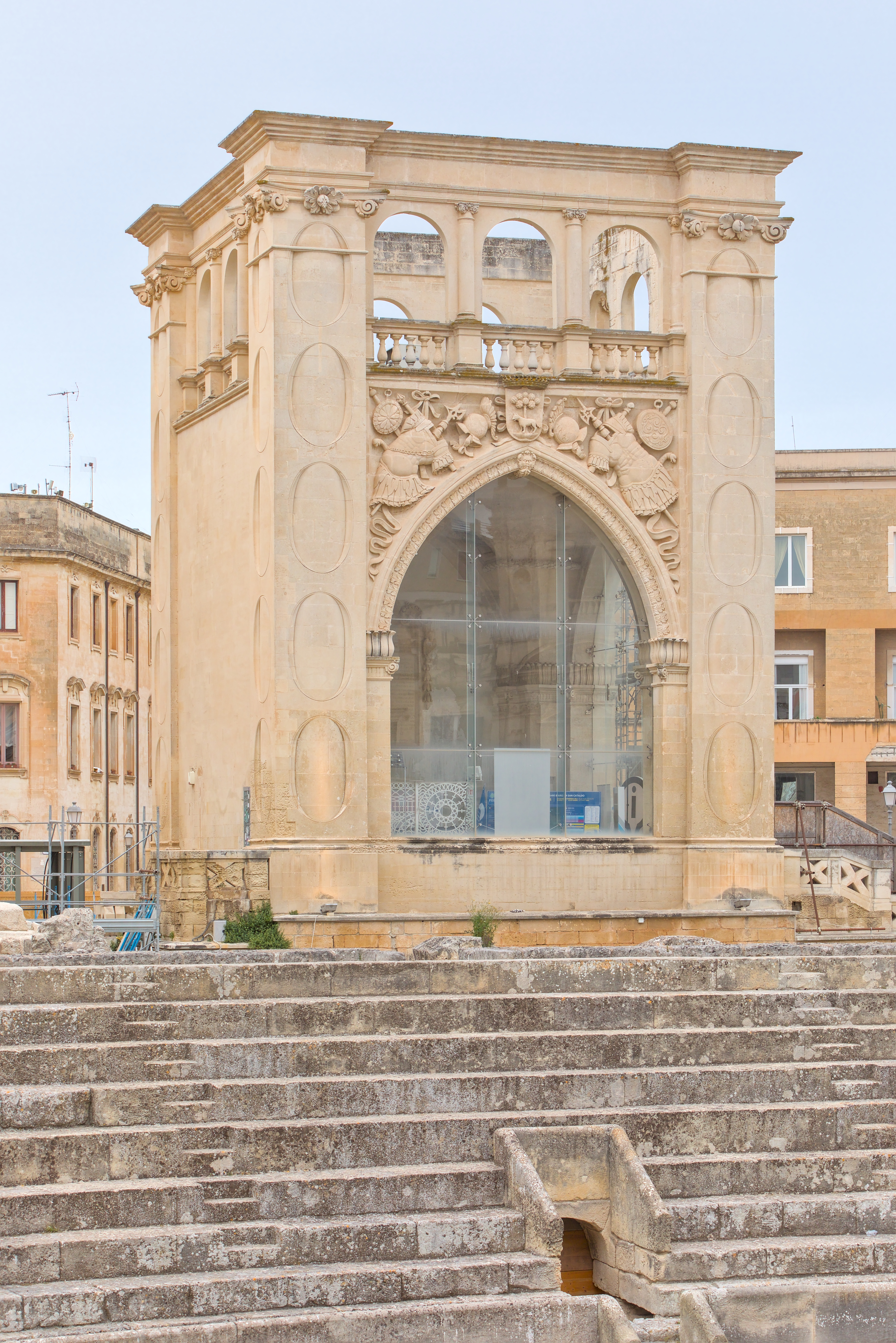
Il Sedile in piazza Sant'Oronzo

L'architetto leccese, che si adoperò per armonizzare l'arredo urbano, realizzò, ai lati dei propilei, i palazzi gemelli che, entrambi al piano terreno, palesano arcature a bugne lisce, oggi in parte chiuse o trasformate in porte e finestre.
A sinistra della piazza si erge imponente il campanile, opera di Giuseppe Zimbalo, mentre al centro la cattedrale e, in posizione più arretrata, l'episcopio. Sulla destra, infine, si trova il seminario.

### Aree naturali
Parco naturale regionale Bosco e paludi di Rauccio
Il Parco naturale regionale Bosco e Paludi di Rauccio, esteso complessivamente su un'area di 625 ettari, risulta estremamente vario sotto il profilo ambientale. È situato nei pressi delle marine di Torre Chianca e Torre Rinalda.
Bacino dell'Idume
Il Bacino dell'Idume costituisce un'area di interesse paesaggistico molto rilevante. Di origine artificiale, raccoglie le acque di alcuni piccoli fiumi e presenta un'interessante vegetazione di steppa salata con Salicornia annuale.
Oasi naturalistica Bacino Costiero Acquatina
L'Oasi naturalistica Bacino Costiero Acquatina è una zona costiera umida con una superficie di 100 ettari nella marina di Frigole. Il bacino di acqua salmastra ricopre una superficie di 45 ettari e si estende per 2 km in posizione retrodunale.
Riserva naturale San Cataldo
La Riserva naturale San Cataldo, istituita nel 1977, occupa circa 28 ettari e comprende una pineta di Pino d'Aleppo.

## Società

### Evoluzione demografica
Abitanti censiti

### Etnie e minoranze straniere
Al 31 dicembre 2023 gli stranieri residenti nel comune erano 8 060, ovvero l'8,56% della popolazione. Di seguito sono riportati i gruppi più consistenti
- Filippine 852
- Senegal 797
- Sri Lanka 743
- India 726
- Albania 553
- Romania 514
- Pakistan 386
- Nigeria 332
- Cina 310
- Marocco 252

### Lingue e dialetti

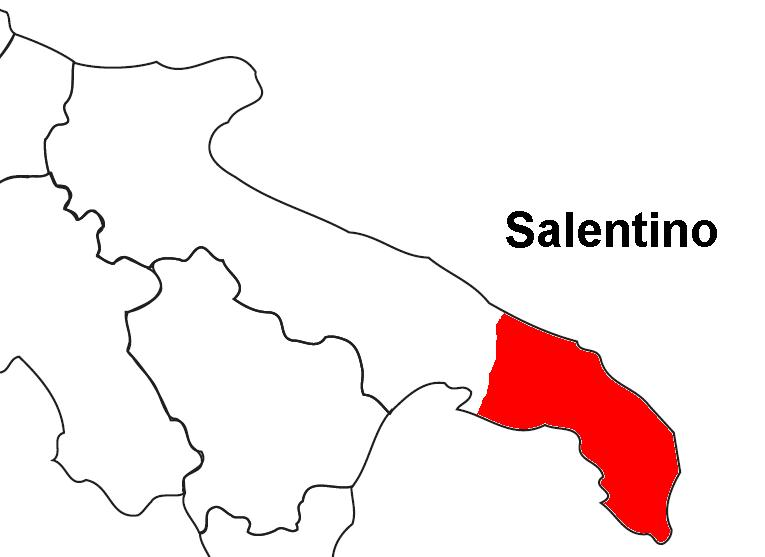
La zona in cui è parlato il dialetto salentino

Accanto alla lingua italiana, vi si parla il dialetto leccese, una variante del salentino. Pur esistendo delle piccole differenze tra i vari comuni, la radice resta invariata.
Il dialetto presenta un sistema a 5 vocali in posizione tonica e 3 gradi di apertura.
È composto inoltre da una dittongazione metafonetica per -i e -u finali.
- Ě>jε tranne se è preceduta da una palatale e una dittongazione incostante nelle forme in -mentum (ad esempio, denti diventa diènti; sentimento > sientimientu oppure sientimentu)
- Ŏ>wε oppure Ŏ>wε>ε in iniziale di parola o ɔ preceduta da una palatale o dentale (ad esempio, morto diventa muertu ecc.)

La o lunga diventa quasi sempre u (sole>sule), tranne che a Galatina, Galatone, Sogliano Cavour, Cutrofiano, Soleto e Corigliano d'Otranto, dove può rimanere o (il sole > lu sole).

La forma uo diventa ue (fuoco>fuècu, morto>muèrtu, collo>cuèddrhu), ma talora è reso con o (fuocaia > fòcara, ma anche in alcune zone specialmente nel versante sud-orientale della provincia fuoco > focu).
Queste indicazioni di massima hanno comunque numerose eccezioni. La o di gioco, ad esempio, viene resa in modo diverso a seconda se si tratta del sostantivo o del verbo: io gioco > iou sta sciocu; il gioco > lu šwecu; giocare > sciucare.
Inoltre, molte parole che finiscono con una doppia elle (ll) seguita da una vocale, con l'eccezione della u, si pronunciano rispettivamente:ddhru, ddhra, ddhre, ddhri nelle rispettive eccezioni maschile, femminile, singolare e plurale.
Per esempio: martello diventa martieddhru, martelli diventa martieddhri, bella diventa beddhra, belle diventa beddhre.
Esiste una produzione letteraria in dialetto leccese: numerosi autori hanno scritto poesie e commedie (Menotti Corallo, Raffaele Protopapa, William Fiorentino). 

### Tradizioni e folclore

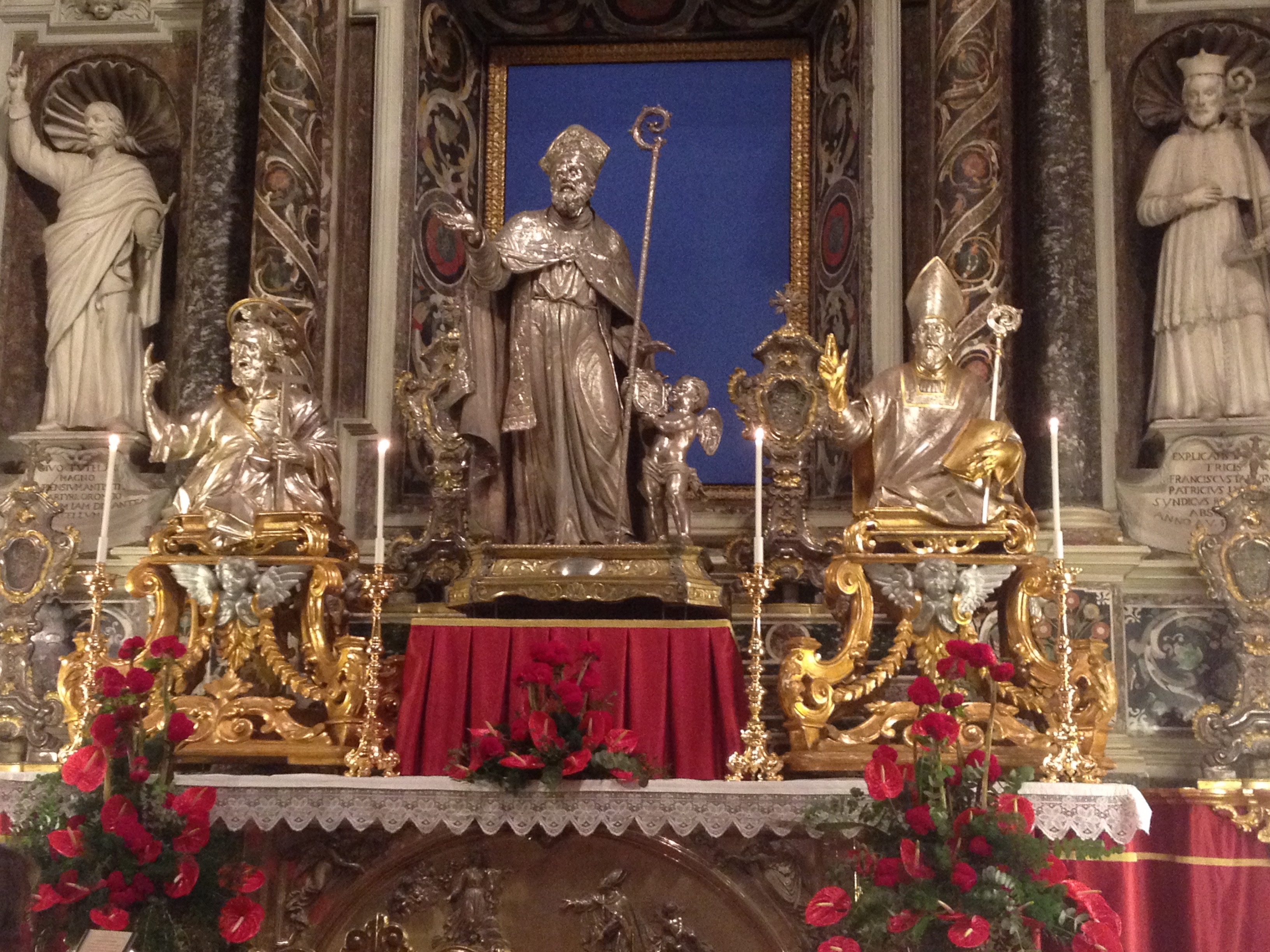
Le statue dei Santi Oronzo, Giusto e Fortunato intronizzati nella Cattedrale durante i giorni di festa e portati in processione il 24 agosto

#### Festa dei santi patroni Oronzo, Giusto e Fortunato
Festa principale della città. I festeggiamenti per i santi patroni durano tre giorni (dal 24 al 26 agosto). La manifestazione religiosa tocca il suo apice durante la processione per le vie del centro storico, il 24 agosto. La processione comincia uscendo dalla Cattedrale in Piazza Duomo, percorre i punti nevralgici del centro storico, passa trionfante in piazza Sant'Oronzo decorata da imponenti luminarie e si conclude rientrando nuovamente in Cattedrale. I restanti giorni sono caratterizzati da concerti, manifestazioni teatrali, eventi in piazza e tutta la città e dal Luna Park in Piazzale dello Stadio. I tre giorni di festa si chiudono poi in un tradizionale spettacolo pirotecnico;

#### Fiera dei Presepi e dei Pupi
Questo antico mercato popolare di merci varie legate ai presepi si svolge dall'8 al 24 del mese di Dicembre nel centro storico di Lecce. Offre ai visitatori e ai turisti le tradizionali statuine e figure del presepe di produzione artigianale in cartapesta, pietra leccese e terracotta. Fino a pochi anni fa la mostra aveva inizio il giorno 13 Dicembre, ricorrenza di Santa Lucia e quindi tale fiera è nominata dai leccesi anche "Fiera di Santa Lucia"

## Cultura

### Istruzione

#### Scuole secondarie di secondo grado
- Istituto Tecnico Professionale St. "A. De Pace"
- Liceo Artistico e Coreutico "Ciardo-Pellegrino"
- Istituto Professionale Tecnico Agrario Alberghiero St. "G. Presta-Columella"
- Istituto T. T. E. Professionale St. "Galilei-Costa-Scarambone"
- Istituto T. E. St. "F. Calasso"
- Istituto T. E. St. "A. Olivetti"
- Istituto T. E. T. St. "Grazia Deledda"
- Istituto Tecnico Industriale e Liceo Scientifico delle Scienze Applicate “E. Fermi"
- Liceo Classico e Musicale "Giuseppe Palmieri"
- Liceo Classico, Linguistico, Scientifico e delle Scienze Applicate "Virgilio-Redi"
- Liceo Scientifico "Giulietta Banzi Bazoli"
- Liceo Scientifico "C. De Giorgi"
- Liceo Linguistico e Scienze Umane "P. Siciliani"
- Conservatorio Musicale "T. Schipa" (appartenente al Liceo Palmieri)
- Liceo Paritario Marcelline (liceo scientifico, liceo linguistico e liceo classico)
- Liceo Classico Paritario "Giovanni Paolo II"

### Università

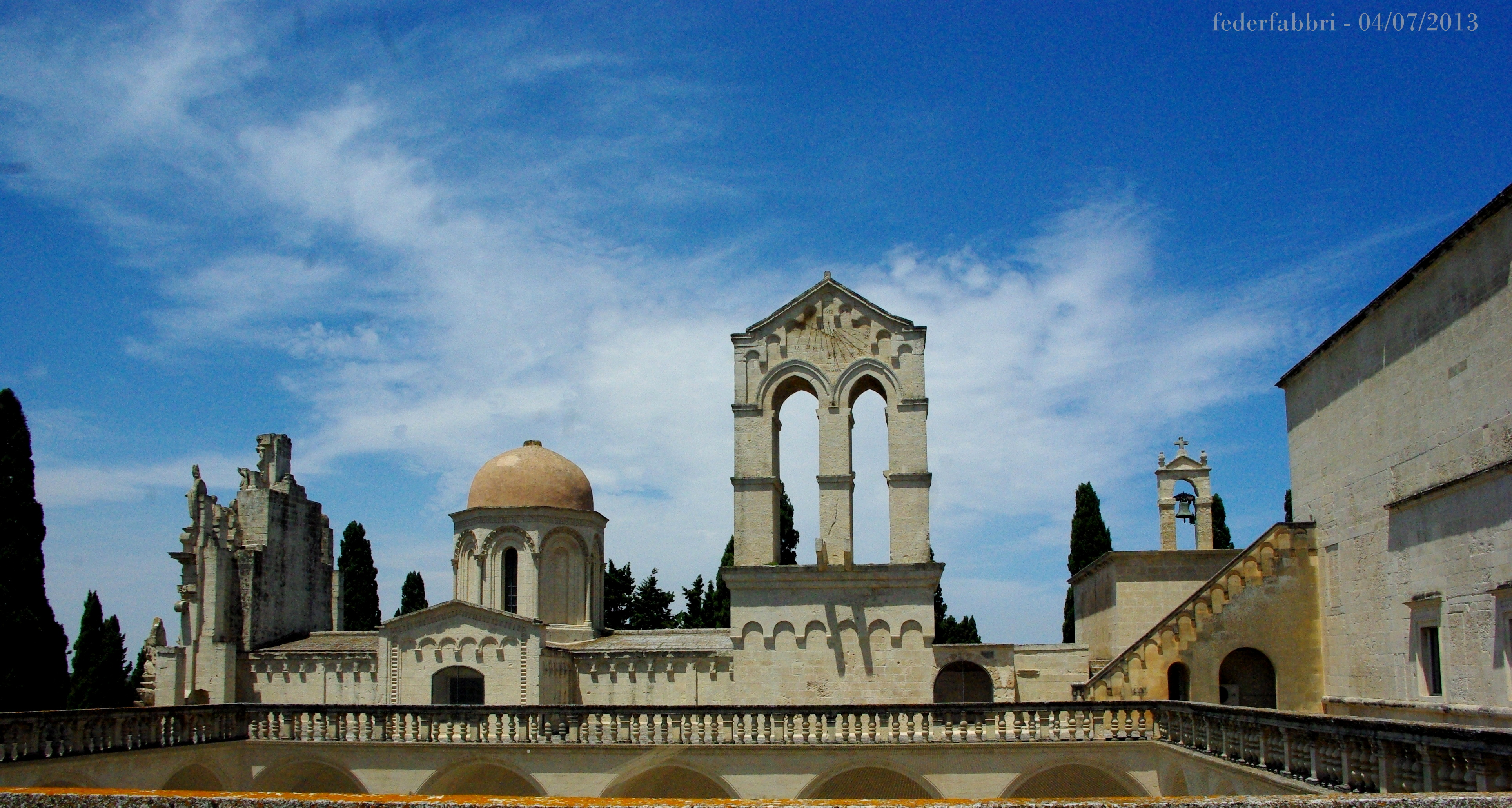
Monastero degli Olivetani, sede del Dipartimento di studi storici. Sullo sfondo la Chiesa dei Santi Nicolò e Cataldo.

Lecce è la sede dell'Università del Salento, già Università di Lecce, su cui è imperniato l'intero sistema dell'università e ricerca del Salento.
L'università del Salento ha alcune succursali anche nella provincia di Brindisi.
Di particolare interesse risulta il Parco Scientifico e Tecnologico Ionico-Salentino (PASTIS) presso Mesagne, compartecipato dall'Università del Salento, che possiede anche la strumentazione utile per il metodo del carbonio-14.

#### Ricerca
Istituto Nazionale di Fisica Nucleare
La Sezione di Lecce dell'Istituto Nazionale di Fisica Nucleare è stata istituita nel 1989 ed ha sede presso il Dipartimento di Matematica e Fisica “Ennio De Giorgi” dell’Università del Salento. Attualmente afferiscono alla sezione circa 80 tra ricercatori, tecnologi, tecnici e personale amministrativo, sia dipendenti che associati, oltre a numerosi studenti della Università del Salento. Le attività della Sezione si concentrano principalmente nel campo della Fisica delle particelle con acceleratori, della Fisica astroparticellare, della Fisica teorica e delle tecnologie connesse con la Fisica fondamentale. I ricercatori della Sezione partecipano ad esperimenti in molti tra i maggiori laboratori italiani ed internazionali di Fisica fondamentale, tra cui il CERN, il Pierre Auger Observatory, il Paul Scherrer Institute, i Laboratori Nazionali di Frascati.
Laboratorio Nazionale di Nanotecnologie
Nell'ambito dell'ISUFI opera il National Nanotechnologies Laboratory (NNL), centro di eccellenza a livello internazionale sulle nanotecnologie, che ha ricevuto riconoscimenti di varia natura, tra cui la visita ufficiale del Presidente della repubblica italiana Giorgio Napolitano il 15 settembre 2006.
Il laboratorio segue linee di ricerca sia di tipo fondamentale, sia di tipo fortemente applicato, grazie alle partnership con le multinazionali tecnologiche residenti presso di esso (STMicroelectronics, Agilent Technologies, TechInt, Alenia Marconi System), che realizzano i loro programmi di formazione e reclutamento post laurea in collaborazione con l'ISUFI.
Dhitech
Il Distretto tecnologico regionale High Tech, con sede a Lecce, è una società consortile finalizzata alla competitività e all'innovazione nella ricerca scientifica.
Comprende il Laboratorio Nazionale di Nanotecnologie e svolge ricerca su nanotecnologie, materiali avanzati, innovazione digitale e tecnologie di informazione e comunicazione (ICT), affiancando ricercatori universitari a quelli di aziende tecnologiche italiane e non.
Tra i soci figurano l'Università del Salento, il Consiglio Nazionale delle Ricerche, AVIO S.p.A., Engineering Ingegneria Informatica S.p.A., Fiamm S.p.A., Leuci S.p.A. e STMicroelectronics.
Istituti territoriali del CNR
A Lecce sono presenti alcuni Istituti e articolazioni territoriali di Istituti del Consiglio Nazionale delle Ricerche: l'Istituto per i beni archeologici e monumentali e le sezioni dell'Istituto di scienze delle produzioni alimentari, dell'Istituto per la microelettronica e microsistemi, dell'Istituto di fisiologia clinica, dell'Istituto di scienze dell'atmosfera e del clima e dell'Istituto di Scienze Applicate e Sistemi Intelligenti "Eduardo Caianiello" (ISASI).

#### Officine Cantelmo

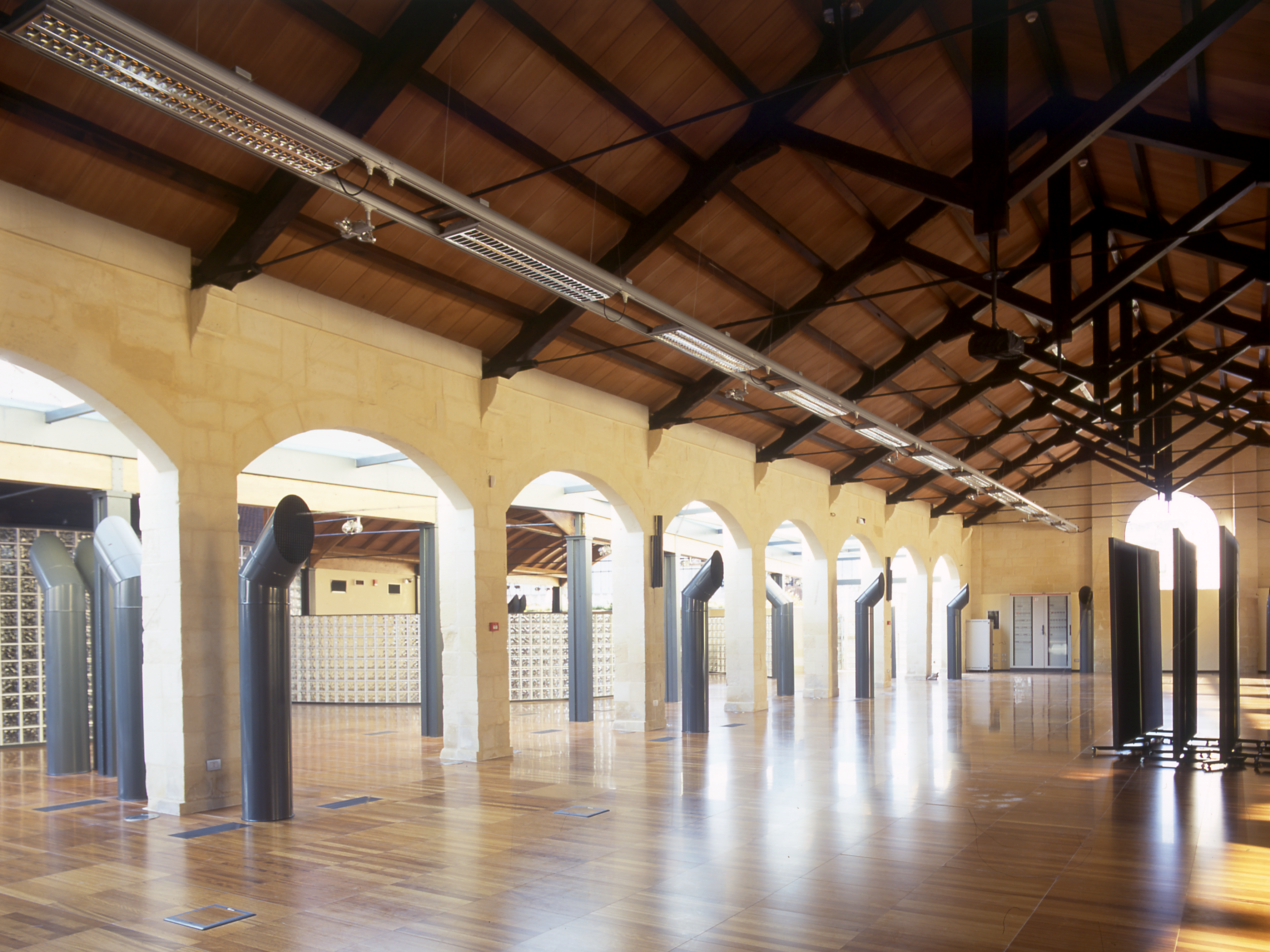
Officine Cantelmo (Lecce).

Realizzate alla fine dell'Ottocento, le Officine Cantelmo erano un opificio realizzato per la lavorazione del ferro, e prendevano il nome del fondatore, Giuseppe Cantelmo. Verso la metà del XX secolo vennero convertite alla produzione di serrande e coperture industriali in ferro, per poi chiudere definitivamente nel 1987. Dopo un importante intervento di restauro e riqualificazione eseguito nei primi anni del 2000, oggi sono uno student center ed un laboratorio urbano e contenitore culturale.

#### Musei
- Museo archeologico provinciale Sigismondo Castromediano
- Museo provinciale delle tradizioni popolari "Abbazia di Cerrate"
- Pinacoteca d'arte francescana
- Museo archeologico Faggiano
- Museo del Teatro Romano[33]
- Musa - Museo storico-archeologico dell'Università del Salento
- MUST - Museo Storico della Città di Lecce
- Museo ferroviario della Puglia
- Museo papirologico dell'Università del Salento
- Fondazione Biscozzi Rimbaud[34]
- Museo Ebraico
- Museo diocesano d'arte sacra
- Museo Sigismondo Castromediano
- Casa museo Spada antichi strumenti musicali
- Museo della Cartapesta
- Museo della stampa Martano
- Donazione G.Faliva - E.Pignatelli

### Media

#### Stampa
- Nuovo Quotidiano di Puglia
- LeccePrima[35]
- LecceSette
- LecceNews24
- Il Paese Nuovo
- LecceCronaca

#### Radio
- Radio Rama
- Radio Flo
- Rete 8
- Radio 5 (Ex Radio 5 Network di Martina Franca)
- WAU che Radio! Web Radio Uni Salento
- RPS Radio Penisola Salentina www.1rps.it

#### Televisione
- Telerama
- Telesalento
- TerredelSalentoTV
- Salentodoc.tv
- Canale Otto

La Piazza Duomo di Lecce è stata il punto di partenza dello spettacolo automobilistico della BBC Top Gear speciale "Supercars in Italy" nel 2012. I presentatori dello spettacolo hanno portato tre supercar esotiche tra cui una Lamborghini Aventador e le hanno portate in un tour dal sud Italia a Imola.

### Teatro
Il principale teatro di tradizione è il Politeama Greco, con una capienza di circa 1 000 posti, seguito dal Teatro Paisiello.
Il Teatro Politeama Greco, dichiarato Bene di valore storico-artistico vincolato ai sensi della legge n. 1089 del 1939, è sede della Stagione Lirica Tradizionale (che si svolge solitamente tra febbraio e marzo), della Stagione Teatrale, che comprende anche spettacoli di prosa, anche in dialetto leccese, e balletti, e della Stagione Concertistica, nonché di spettacoli di musica leggera.
Il Teatro Paisiello, che gestisce la Stagione di Prosa, fu costruito nel 1758 in stile barocco da Oronzo Bernardini e dedicato al musicista tarantino Giovanni Paisiello.
Presente poi il Teatro Koreja, con una compagnia teatrale che mette in scena lavori legati al teatro d'innovazione, e l'Astràgali Teatro, fondato nel 1981 e dal 2012 sede del Centro Italiano dell'International Theatre Institute dell'UNESCO.
Altri teatri sono il Teatro Apollo, il Teatro Don Bosco e il Teatro Antoniano.

### Cinema
Almeno tredici (tra film e serie televisive) sono stati girati, in tutto o in parte, nella città di Lecce.
In ordine di data di uscita, i titoli e i registi:
- 1974, Le farò da padre, Alberto Lattuada.
- 1974, Cugini carnali, Sergio Martino.
- 1981, Tutta da scoprire, Giuliano Carnimeo.
- 1996, Il Miracolo di Sant'Oronzo, Luca Verdone.
- 1999, Liberate i pesci, Cristina Comencini.
- 2000, Sangue vivo, Edoardo Winspeare.
- 2001, Donne di mafia, Giuseppe Ferrara (serie televisiva) (Rai2).
- 2005, Melissa P., Luca Guadagnino.
- 2005, Dimenticare mio padre, Giuseppe Antonio Miglietta.
- 2005, Il giudice Mastrangelo, Enrico Oldoini (serie televisiva) (Mediaset).
- 2005, Lecce illustrata immagini di vita e storia, Aduino Sabato, ISBN 88-7261-284-5.
- 2007, Il giudice Mastrangelo 2, (serie televisiva) (Mediaset).
- 2007, Manuale d'amore 2 (Manuale d'amore 2 - capitoli successivi), (III dei quattro episodi), Giovanni Veronesi.
- 2007, Fine pena mai, Davide Barletti e Lorenzo Conte.
- 2009, Piede di Dio, Luigi Sardiello.
- 2010, Mine vaganti, Ferzan Özpetek.
- 2010, W Zappatore, Massimiliano Verdesca.
- 2011, Il commissario Zagaria, Antonello Grimaldi (serie televisiva) (Mediaset).
- 2012, Il pasticciere, Luigi Sardiello.
- 2014, Allacciate le cinture, Ferzan Özpetek.

### Eventi
In città si svolgono alcune manifestazioni storico culturali.

#### Festival del Cinema Europeo
Riconosciuto dal Ministero per i Beni e le Attività Culturali come manifestazione d'interesse nazionale (membro del Coordinamento Europeo dei Festival del Cinema e dell'Associazione Festival Italiani di Cinema).

#### Piano Festival di Miami in Lecce
Si svolge dal 2003, con cadenza biennale nell'ultima settimana di giugno fino al 4 luglio, in teatri e luoghi storici di Lecce.

## Geografia antropica

### Quartieri e frazioni
I quartieri cittadini vennero istituiti nel 1970 e comprendevano: Centro, Santa Rosa, Mazzini, Leuca, Ferrovia, Rudiae, Stadio e Litorale. Nel 1980 furono raggruppati in cinque circoscrizioni, soppresse nel 2012.
Nel 2018 si è provveduto, a seguito della soppressione delle circoscrizioni, alla riorganizzazione del territorio comunale in 10 quartieri, 4 frazioni, 4 borghi e 3 contesti dell'entroterra.
La città di Lecce viene così suddivisa nei dieci quartieri: Centro, Leuca, Mazzini, San Sabino, Kolbe-San Giovanni Battista, Salesiani, Santa Rosa, Borgo San Nicola, Rudiae-San Pio e Ferrovia-Casermette.

### Suddivisioni amministrative fino al 2012
| Circoscrizione | Denominazione                               | Popolazione |
| -------------- | ------------------------------------------- | ----------- |
| I              | Centro - Mazzini - Leuca - Parte Santa Rosa | 23 447 ab.  |
| II             | Parte Santa Rosa - Parte Stadio             | 28 962 ab.  |
| III            | Parte Stadio - Leuca - Parte Ferrovia       | 17 552 ab.  |
| IV             | Parte Ferrovia - Rudiae                     | 21 103 ab.  |
| V              | Litorale                                    | 3 741 ab.   |

### Litorale
Il territorio di Lecce si affaccia sul Mare Adriatico per circa 20 km. La costa si presenta bassa con lunghi tratti sabbiosi e paludosi, lungo i quali sono presenti dune secolari ricoperte da macchia mediterranea; questo ecosistema risulta compromesso a causa dell'abusivismo edilizio. Lungo tutta la costa sono presenti alcune fortificazioni, costruite nel XVI secolo per far fronte alle incursioni dei saraceni.
Torri costiere da nord a sud
- Torre Rinalda
- Torre Chianca
- Torre Veneri
- Torre San Cataldo (distrutta, al suo posto costruito il faro)

Le località marittime che costituiscono frazione di Lecce sono 3: San Cataldo, Frigole e Torre Chianca-Spiaggiabella-Torre Rinalda.
Fino al 15 maggio 2012 ha fatto parte del comune di Lecce la frazione di Casalabate, poi passata sotto la giurisdizione dei comuni di Squinzano e Trepuzzi, a seguito del referendum consultivo sulle modifiche territoriali dei Comuni di Lecce, Squinzano e Trepuzzi svoltosi il 12 e 13 giugno 2011.

## Economia
L'economia della città di Lecce si basa essenzialmente sull'agricoltura, sull'artigianato (cartapesta, intaglio), sull'agroalimentare (in particolare olivicultura e viticultura), sull'edilizia, sui servizi (settore terziario) e sul turismo. La città risulta la più visitata dai turisti in Puglia. Nel 2010 il capoluogo salentino è stato inserito (unica città italiana) nella lista "Best in travel 2010" di Lonely Planet, figurando tra le 10 città mondiali più belle da visitare.
Il settore tessile e quello calzaturiero, che avevano avuto notevole sviluppo, stanno risentendo della crisi globale e sono in difficoltà, anche se mostrano una notevole ripresa.
Significativa la presenza di attività metalmeccaniche con, fra gli altri, uno stabilimento della Fiat (CNH - Case New Holland), i suoi partner nel movimento terra e il relativo indotto. A Lecce è inoltre situata la più grande industria di sigarette in Italia, quella delle MS, di proprietà della British American Tobacco.
Lecce è un importante snodo per l'economia salentina e si pone fra le aree più dinamiche del Mezzogiorno d'Italia. Secondo il Sole 24 Ore la provincia di Lecce si colloca, nella classifica stilata per quantificare il benessere economico del 2009, al 44º posto, ben al di sopra di tante altre provincie settentrionali e al terzo posto tra quelle meridionali.

## Infrastrutture e trasporti

### Strade
La città è circondata da un anello tangenziale, con caratteristiche di superstrada.

La mobilità verso nord è assicurata dalla superstrada Brindisi-Lecce, che prosegue per Bari integrandosi con la Strada statale 16 Adriatica e con la SS 379, godendo così di ottimi collegamenti con la rete autostradale.

Verso sud si diramano due importanti arterie salentine con caratteristiche di superstrada: la Strada statale 101 Salentina di Gallipoli e la Strada statale 16 Adriatica nel tratto Lecce-Maglie.

Inoltre è possibile raggiungere Taranto attraverso la Strada statale 7 Via Appia.

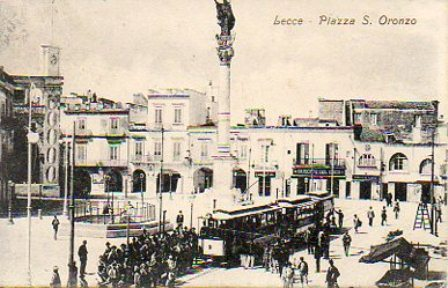
Il tram, oggi soppresso, al capolinea di piazza Sant'Oronzo in una cartolina dei primi anni dieci del Novecento.

Lungo la strada comunale di collegamento fra strada provinciale 364, fra il 1898 e il 1933 correva la tranvia elettrica Lecce-San Cataldo, che collegava il capoluogo del Salento con il litorale adriatico; la sua costruzione rappresentò l'occasione per il rilancio delle contrade del litorale.

### Ferrovie
I collegamenti ferroviari verso nord sono assicurati dalla stazione delle Ferrovie dello Stato.

La stazione di Lecce è un importante snodo ferroviario della Puglia, punto finale della storica Ferrovia Adriatica. Inoltre, il servizio locale è garantito dalle Ferrovie del Sud Est e dalla Società Trasporti Pubblici (S.T.P.) di Terra d'Otranto.

### Aeroporti
L'aeroporto di Lecce-San Cataldo, posto 6 km a est dal centro urbano, è un aeroporto civile privato, non aperto al traffico commerciale. L'aeroporto di Lecce-Galatina, in realtà sito nei territori comunali di Galatina e Lequile, è affidato all'Aeronautica militare e pertanto chiuso all'aviazione civile.
L'aeroporto commerciale di riferimento per la città è pertanto l'Aeroporto Internazionale del Salento di Brindisi, sito a circa 35 km da Lecce, i collegamenti da e per il quale avvengono a partire dall'Airport City Terminal di Lecce.

### Filovia
A Lecce è stata costruita una rete filoviaria composta da quattro singole linee per un totale di 28 km. I mezzi usati sono i Van Hool A330T.

## Amministrazione
Sindaco di Lecce, dal 27 giugno 2024, è Adriana Poli Bortone.

### Gemellaggi
- Murcia, dal 2001
- Budapest, dal 2005
- Skopje, dal 2005
- Ostrów Wielkopolski, dal 2006
- Blagoevgrad, dal 2006
- Valladolid, dal 2009[49]
- Praga, dal 2011

## Sport

### Calcio

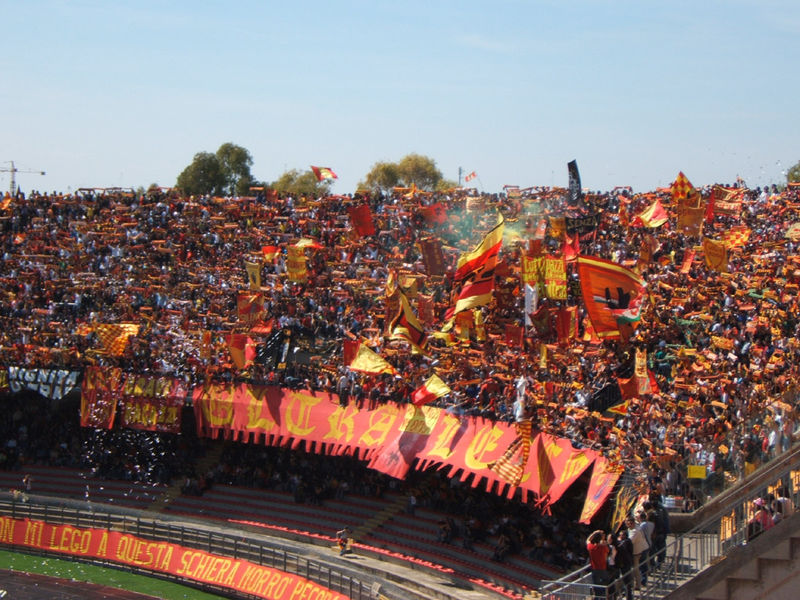
Tifosi in curva nord allo stadio Via del mare.

La principale società calcistica della città è l'Unione Sportiva Lecce. I colori della squadra, che gioca allo stadio Via del mare di Lecce, richiamano quelli della provincia, il giallo e il rosso. Con 18 campionati di Serie A disputati (il primo dei quali nel 1985-86) è la seconda società calcistica della Puglia per numero di stagioni trascorse nelle prime due serie professionistiche.

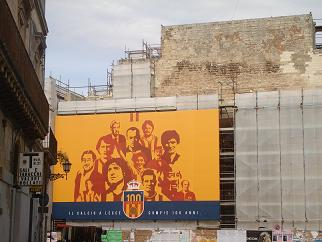
Manifesto celebrativo per il centenario dell'Unione Sportiva Lecce, affisso in città nel 2008.

La principale squadra di calcio femminile è la SAD ARL Women Lecce, sodalizio sorto nel 2000 da novembre 2019 parte dell'Unione Sportiva Lecce, il club calcistico maschile della città. Ha disputato i campionati di Serie A2, Serie B, Serie C nazionale e Serie C regionale. Attualmente partecipa al campionato nazionale di Serie C.

### Pallacanestro
La principale società di pallacanestro presente nel capoluogo salentino è la Pallacanestro Lupa Lecce, che milita nel campionato nazionale di Serie C Gold.

### Ciclismo
Giro d'Italia
Lecce è stata sede della cosiddetta "Grande Partenza" del Giro d'Italia in due occasioni:
- 1971, con il via ufficiale della corsa dato il 20 maggio da piazza Sant'Oronzo alla volta di Brindisi, dove si concluse la prima tappa (cronometro a squadre) con la vittoria del team Salvarani;[50]
- 2003, con il via ufficiale della corsa dato il 10 maggio da via San Cesareo per un circuito con arrivo sempre a Lecce, che ebbe la vittoria di Alessandro Petacchi.[50]
- 2025, con il via ufficiale della corsa dato il 13 Maggio da Alberobello alla volta di Lecce con la vittoria di Casper van Uden

In totale, la città è stata sede di tappa della "Corsa Rosa" in nove occasioni (quattro partenze e sei arrivi).

### Rugby
Le principali squadre di rugby della città sono il CUS Lecce Rugby, con sede nel capoluogo salentino, e l'ASD Salento Rugby, con sede a Lecce e ad Aradeo. Entrambe le società, dilettantistiche, sono affiliate alla FIR.

### Football americano
Nel football americano è presente dal 2007 (anno della fusione tra i sanvitesi Dragons San Vito e i leccesi Spiders Salento, fondati l'anno precedente) la squadra dei Dragons Salento, che milita nel campionato CIF9.